# Historia del chocolate

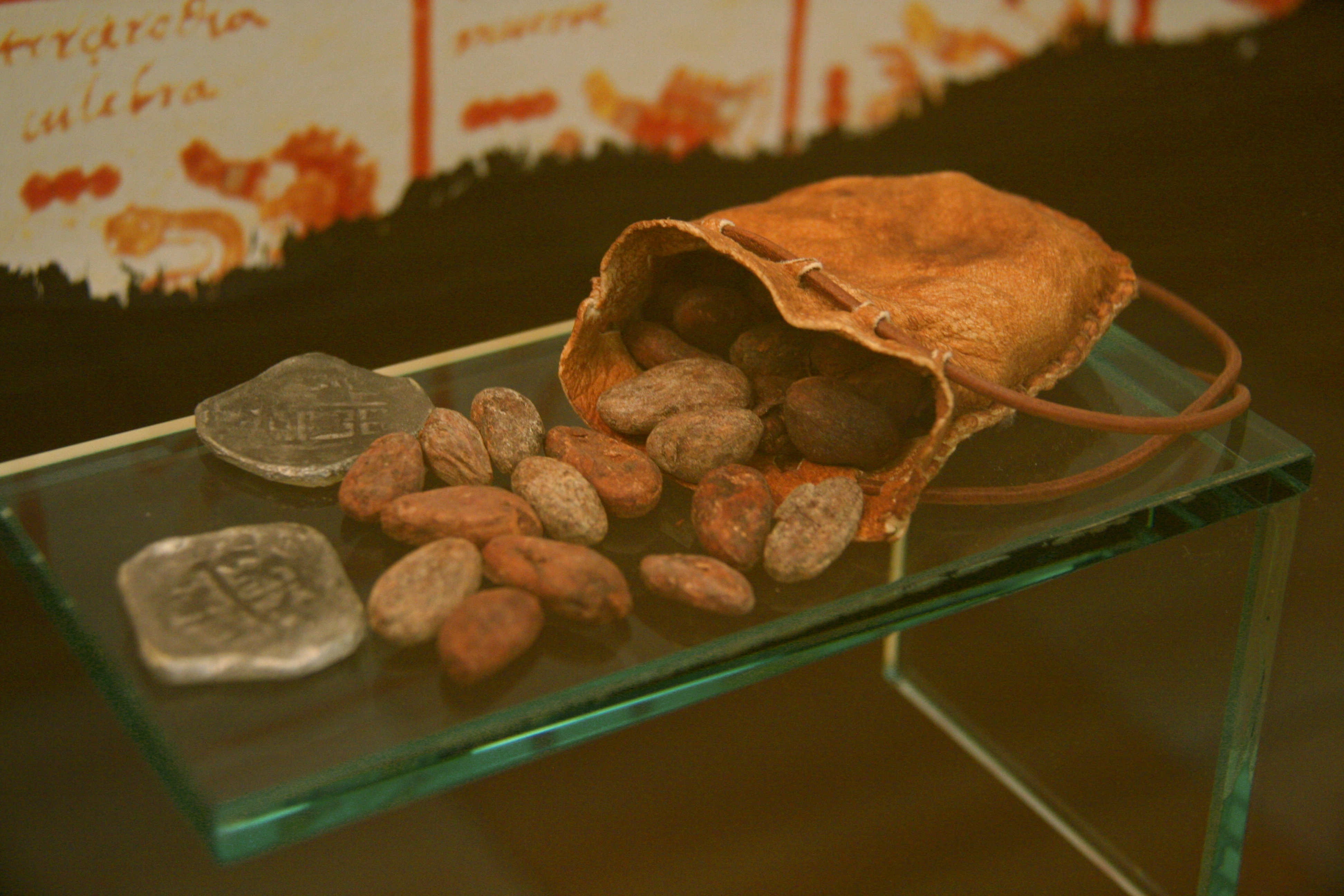
Granos de cacao, entendidos ya como una moneda en las culturas de Mesoamérica.

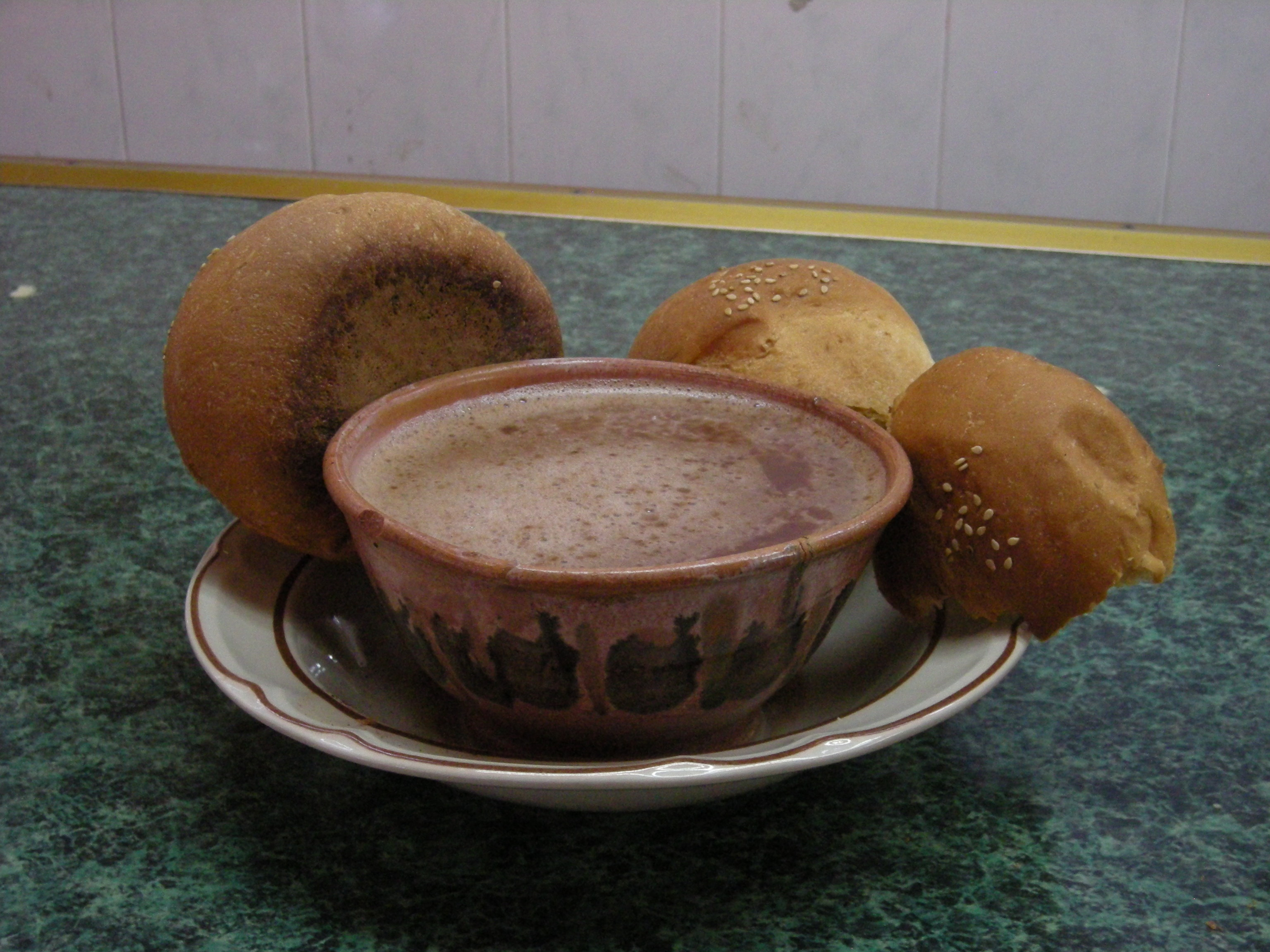
Durante la gran parte de la Historia del chocolate, éste ha sido una bebida. En la imagen, un servicio tradicional de chocolate en Oaxaca acompañado de "pan de yema".

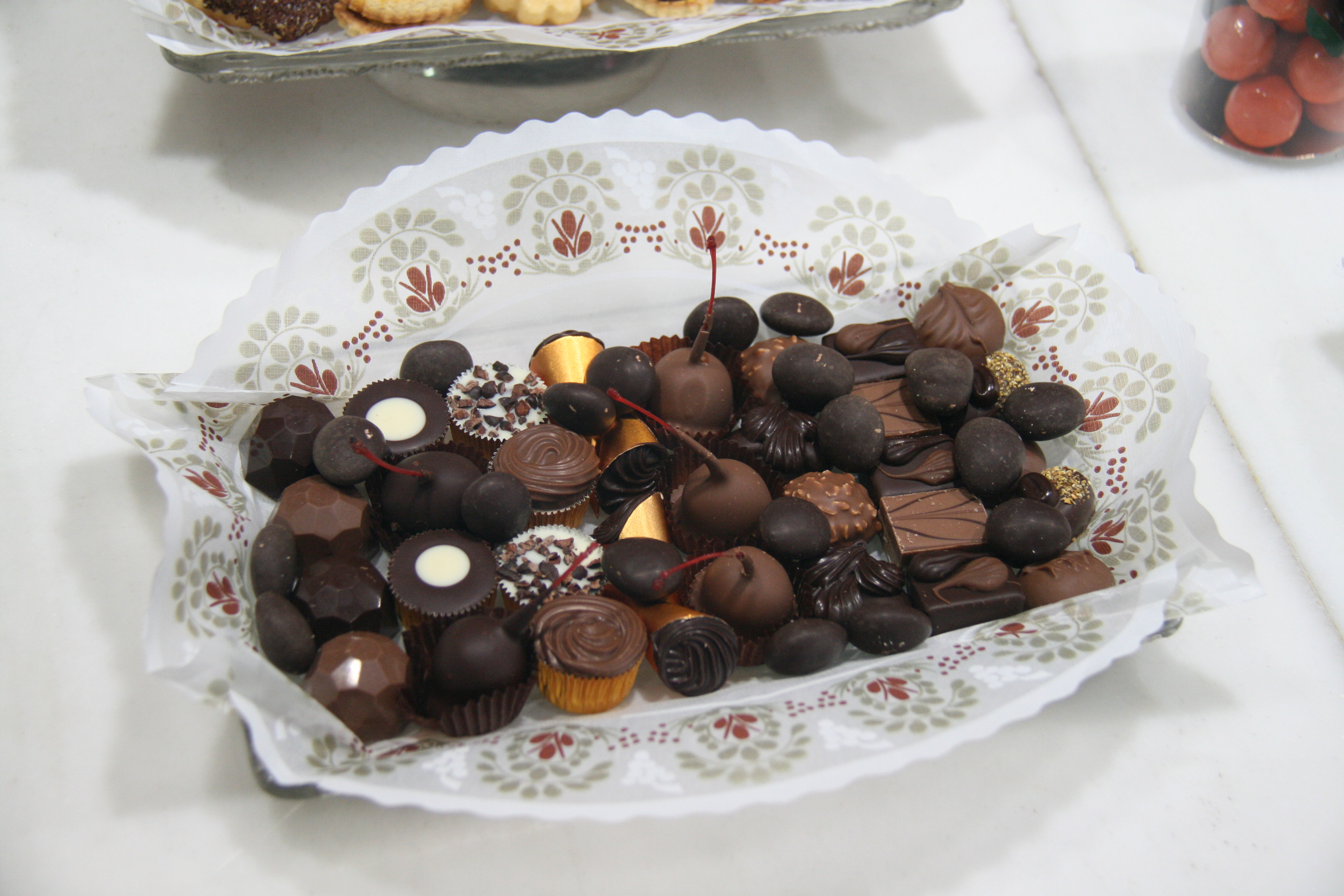
La presentación del chocolate sólido solamente se pudo conseguir con las mejoras introducidas en la industria chocolatera de finales del.

La historia del chocolate es la descripción secuenciada de eventos acerca de cómo se ha propagado el chocolate a lo largo del mundo.
Por regla general, se denomina chocolate al producto final del procesado del fruto. El cultivo del cacao, y su consumo, hacen que el chocolate vaya adquiriendo relevancia social, religiosa, medicinal, política y económica en diversas sociedades. Su propagación, aceptación y difusión a lo largo del mundo es tal, que en la actualidad no existe región donde no haya llegado su influencia. Su consumo y posterior producción involucra a millones de personas, así como a varias naciones a lo largo del mundo. Inicialmente fue consumido por las tribus olmecas de Mesoamérica, hace tres mil años, como bebida y posteriormente empleado como moneda por los mayas, trasladándose posteriormente al Imperio azteca.
Durante la época del declive de estas culturas precolombinas, y comenzada la conquista de América, tras la conquista de México, el conocimiento del chocolate llega a Europa mediante el monopolio inicial creado por Portugal sobre el comercio del cacao. En España cambia la fórmula inicial, se le endulza con azúcar de caña y aromatiza con canela, logrando inicialmente una gran aceptación social. De España pasa a Francia e Italia, en el primer caso debido a la corte francesa (de influencia española) y en el caso italiano por las redes conventuales y religiosas de la época. Poco a poco se iría extendiendo su consumo a lo largo de todos los países europeos y asiáticos, y el cultivo del cacao estableciéndose en África.
El chocolate permaneció en estado líquido, como bebida, hasta bien avanzado el siglo XIX. Concretamente en 1828, cuando fue empleada la prensa hidráulica en la extracción de la manteca de cacao. Los descubrimientos técnicos posteriores, realizados en Europa, con el objeto de mejorar tanto su manipulación como su elaboración, y el mejor conocimiento sobre la composición del chocolate, logró modificar su aspecto inicial de bebida. Es a finales del siglo XIX, y comienzos del XX, cuando surgen como novedad las primeras elaboraciones confiteras de chocolate sólido: bombones, pralinés, barras de chocolate, etc. Las características que necesita la planta para su crecimiento hacen que el cacao se pueda cultivar solamente en algunas regiones con clima tropical; si inicialmente la producción provenía de América, esta situación iría cambiando poco a poco. En la actualidad más de la mitad de la producción del cacao proviene de África (concretamente de Costa de Marfil), siendo la producción en América inferior a la tercera parte (el mayor productor es Brasil en la profundidad de la selva amazónica), y completa la producción Asia y Oceanía (plantaciones de Malasia y Nueva Guinea).

## Los orígenes: Suramérica

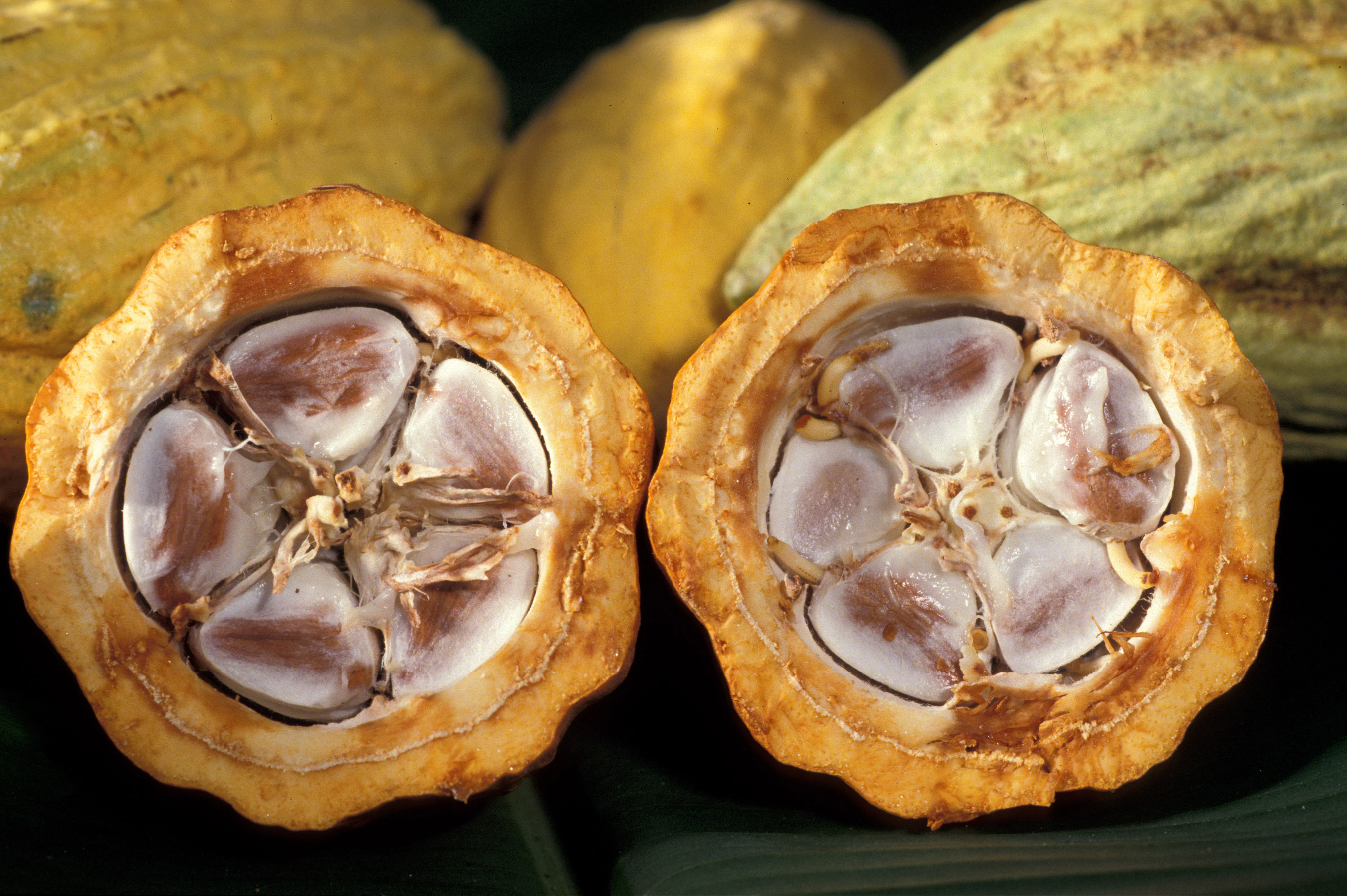
Fruto del cacao, sección transversal. Se observan las semillas (almendras) en su interior.

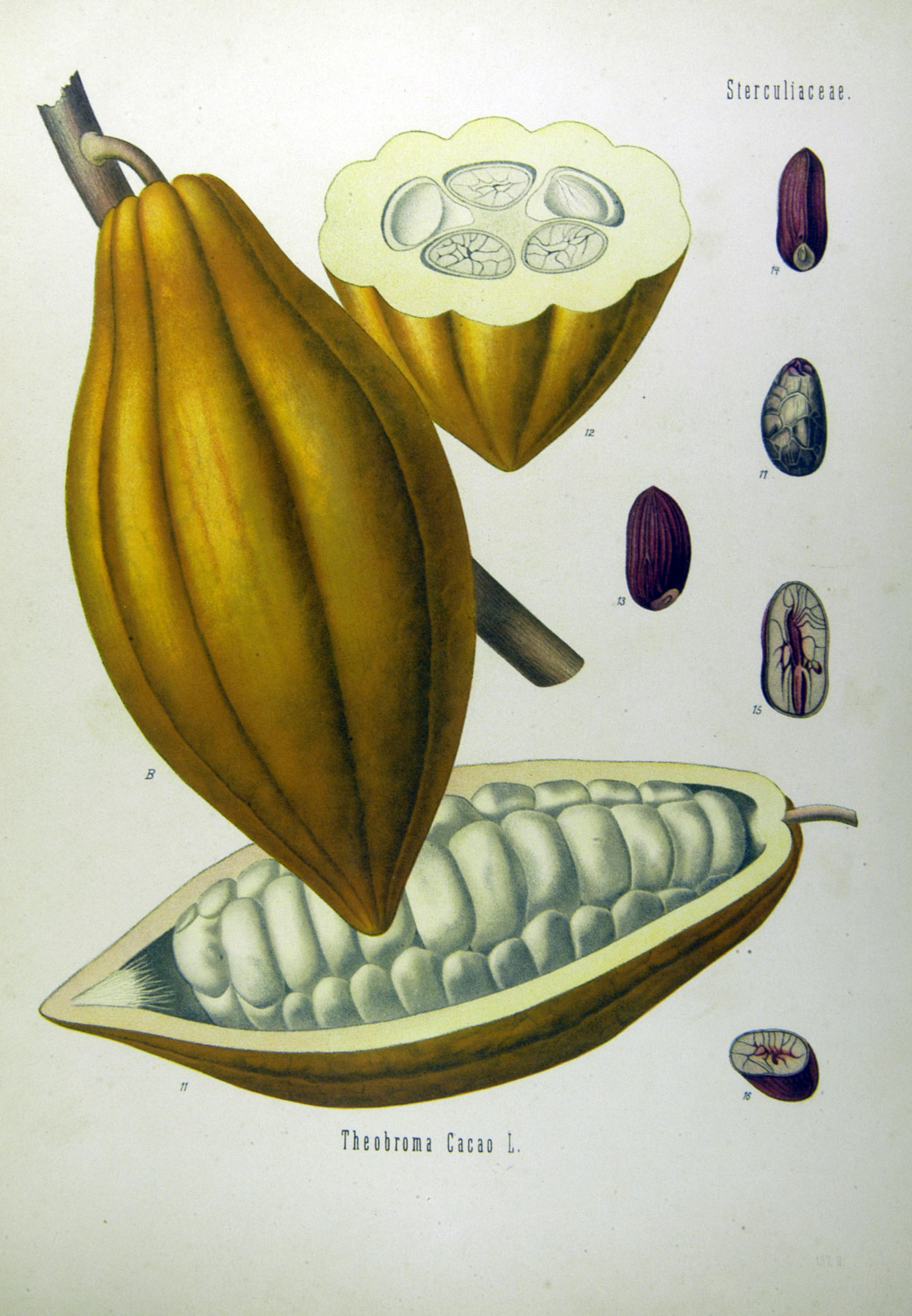
Representaciones del cacao.

El cacao es un árbol que se reproduce en una estrecha franja alrededor del Ecuador terrestre que va aproximadamente desde los 20º de latitud norte a los 20º sur. Esta característica de la planta hace que se delimite claramente sus orígenes a unas ciertas áreas en el planeta y no hay duda posible entre los científicos de que su origen se encuentra en ciertas zonas de Suramérica Cuando el árbol del cacao florece, y su flor es convenientemente polinizada, da lugar con el tiempo a una especie de vaina (o mazorca) de veinte centímetros de longitud que c de color marrón-rojizo que se encuentran inmersas en una pulpa blanquecina y viscosa de ligero sabor dulce. Su aspecto y características son tan robustos y resistentes que, incluso madura, no puede ser rota sin ayuda de un instrumento, a excepción del ser humano, que mediante el uso de machetes, las abre diseminando su interior. El contenido de alcaloides en las almendras de cacao les da un sabor amargo, y por lo tanto muy desagradable a los animales que deseen alimentarse de ellas. Sin embargo, la pulpa del interior de las vainas que rodea las semillas es dulce y de una textura agradable, razón esta por la que posiblemente atrajese a los hombres a su primer consumo, desechando finalmente las amargas almendras. Las vainas toman entre cuatro y cinco meses para alcanzar su tamaño y otro mes más para alcanzar su estado de maduración. Este ritmo del cacao hace que existan aproximadamente dos periodos de recolección anuales.
No existe consenso entre los investigadores para determinar qué cultura americana domesticó el árbol del cacao por primera vez. A pesar de todo es de destacar que existe un proceso laborioso que va desde las amargas y astringentes semillas del cacao, hasta la elaboración de la bebida que se solía hacer con ellas. La pulpa blanca del interior de las mazorcas de cacao era consumida por su sabor ligeramente dulce en América del Sur, desechando los granos, mientras que en América Central los granos se fermentaban con la pulpa dando lugar a la bebida del cacao. Esto hizo que el cacao se consumiera popularmente en Mesoamérica. Una de las primeras iconografías sobre el cacao provienen del Perú, no obstante las referencias escritas (en forma de jeroglíficos), son posteriores, y provienen de Mesoamérica.

### El proto-chocolate
Mientras que la viscosa pulpa de las vainas es fácilmente identificable como alimento, es difícil percibir por los humanos que las amargas almendras de su interior puedan ser empleadas. Es muy posible que en sus comienzos fueran desechadas y esto produjese su fermentación casual. Autores de la época describen el uso de las almendras de cacao como medicina. La fermentación de las semillas del cacao aminora la concentración de substancias astringentes que hacen desagradables a las semillas frescas, recién salidas de las vainas. Un ligero secado y un posterior tostado al sol van mejorando las cualidades organolépticas del cacao. Es muy posible que estos simples pasos en la elaboración del chocolate, empleadas igualmente en la actualidad mediante el uso de modernas tecnologías, se hubieran dado de forma casual y espontánea en ciertos lugares de Mesoamérica hace ya entre 800 a. C. y 500 a. C. Existen evidencias de elaboración de bebidas alcohólicas mediante la fermentación alcohólica de la pulpa en las primeras culturas de Mesoamérica. Los granos de cacao arrojados a una fuente calórica, bien sea un fuego o una superficie caliente, arrojan un aroma penetrante que invade el aire circundante.
Los análisis químicos realizados a una vasija encontrada en las excavaciones de Cerro Manatí, ubicado dentro del ejido del Macayal, en el municipio de Hidalgotitlán, Veracruz, concluyen que el consumo de cacao puede haberse dado 800 años antes de lo que se creía, en el período formativo (1900-900 a. C.). Las vasijas datadas mediante carbono 14 en 1750 a. C. y contienen restos de teobromina, componente marcador de la presencia de cacao en las vasijas es de alrededor del 1100 a. C. en el sitio arqueológico de Puerto Escondido (noreste de la actual Honduras), más recientes estudios (octubre de 2007) emprendidos por el equipo de arqueólogos dirigidos por John Henderson (Universidad Cornell) y Rosemary Joyce (Universidad de California, Berkeley) no solo ratifican que ya en el 1000 a. C. se consumía el chocolate en la región sino que muy probablemente en ésta el consumo se inició hacia ca. el 1500 a. C. Se encontró en muestras de cerámica de Belice de entre el 600 al 400 a. C.
Los orígenes de las primeras plantaciones domésticas del cacao se remontan a la cultura Olmecas que se desarrollaron durante el periodo Preclásico. Esta cultura ocupó una extensa zona denominada área nuclear olmeca. Existen, no obstante, evidencias que indican una popularidad más temprana de este tipo de cultivo.
Los olmecas fueron los primeros que emplearon técnicas culinarias como la nixtamalización del maíz. El uso del cacao en la cultura Olmeca era habitual en diversas actividades religiosas como ofrenda a dioses. El empleo como bebida medicinal era habitual, no existiendo detalles sobre el consumo personal. La escritura de la época Olmeca ha dejado pocos ejemplos - captados en piedra -, y no se ha descifrado convenientemente aún sistema de escritura, y poco se sabe de las formas específicas que empleaban en la preparación de esta bebida.
Los olmecas de La Venta en Tabasco fueron los primeros humanos de los que se tiene registro que consumieran cacao. Tras los Olmecas, los mayas de Tabasco expandieron el consumo del cacao al territorio maya de la península de Yucatán y Centroamérica, al imperio azteca en el Altiplano Central, y a la cultura Izapán quienes llevaron el conocimiento del cacao hasta la provincia de Soconusco. 
En algunos de los restos de vasijas puede verse como el dios gemelo denominado Hun-Hunahpú (dios del maíz) aparece suspendido de un árbol del cacao, es posible que en las creencias de este periodo se idealizase en ellos el proceso de elaboración de la bebida del cacao. No ha quedado ningún documento tan antiguo que detalle la forma de elaboración, preparación o procesado ancestral del cacao.

### Periodo maya

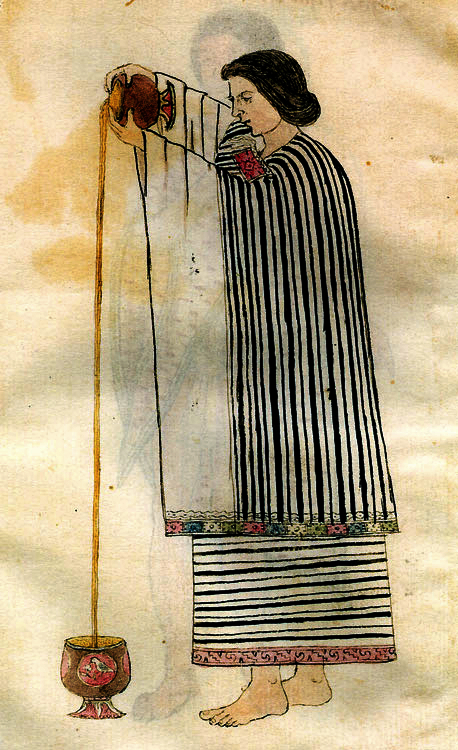
Mujer azteca espumando el cacao vertiendo el contenido de una vasija a otra, reproducción del perteneciente al folio 3-r del Códice Tudela (Museo de América).

El pueblo maya, cuyo origen se remonta cada vez más atrás con cada avance en los estudios arqueológicos, ha dejado descripciones en forma de jeroglíficos que conforman la denominada escritura maya. Empleaba mayoritariamente como soporte de escritura la madera y el papel amate, pero con el tiempo se pasó de las estelas en madera a las estelas talladas en piedra. A pesar de la destrucción hecha por los europeos en el siglo XVI, quedan algunos códices supervivientes. Se considera que solamente tres códices mayas, y una parte de un cuarto, sobrevivieron hasta nuestros tiempos. Uno de los más importantes: el códice de Dresde ya muestra el jeroglífico del cacao (kakaw), y en el texto puede verse como ante la deidad Kon (dios de la lluvia) aparece el texto: kakaw u hanal (que traducido del mayense es: el cacao es su alimento). El cacao aparece en el códice de Madrid, en la primera un joven agarra unas vainas de cacao, y en otra cuatro dioses derraman su sangre sobre unas vainas de cacao. Esta última muestra la relación ideográfica entre el cacao y la sangre humana que posteriormente pasaría a los aztecas. No obstante, los detalles acerca del consumo inicial del kakaw por parte de las culturas clásicas mayas quedan evidencias arqueológicas en las escenas representadas en las vasijas encontradas durante el periodo prehispánico. Acerca de la palabra kakaw existen autores que afirman que es posible se remonte etimológicamente al periodo olmeca, pasara a los mayas, y de éstos a las culturas aztecas.
En todas las vasijas se ve el kakaw servido como bebida o como gruel. Es decir aparece desde sus comienzos en formato líquido, o lo suficientemente viscoso como para fluir en recipientes diversos. Científicos de diversos países han identificado la forma de saber si el chocolate estuvo en ciertos recipientes mediante la determinación de una "huella química" detectable en micromuestras procedentes de vasijas de la época. Este método empleado por primera vez en 1990 y se determinaron diferentes tipos de recipientes empleados en las primeras culturas mayas. Muchos de estos recipientes se han encontrado en Río Azul y en ellos fueron Floyd Lounsbury en los años setenta el que primero identificó dentro de los jeroglíficos mayas la palabra ka-ka-wa repartida entre tres jeroglíficos. Este descubrimiento hizo que se identificara posteriormente la palabra grabada en numerosos recipientes, siendo posible determinar químicamente además que éstos tuvieron en su interior la bebida en alguna ocasión. Otro de los avances en la determinación de como se elaboraba el cacao en el periodo maya viene de la mano del estudioso David Stuart. El empleo del cacao como medicina, por regla general estomacal era muy habitual. Para su mejor efecto solía mezclarse con otras plantas y de esta forma con castilla elastica se curaban las heridas previniendo de sus infecciones, con mecaxochitl (piper sanctum) para la tos, con uey nacaztli (Chiranthodendron pentadactylon).
Las descripciones de los etnógrafos modernos muestran que los pueblos mayas poseían una variedad de preparaciones del cacao. Todas ellas servidas y preparadas como bebida caliente. El cacao servido con agua caliente se denominaba chacau haa. Al cacao molido se le podía añadir maíz y semillas de sapote (en este caso la bebida se denominaba tzune) y era servido en las ocasiones especiales. Uno de los ingredientes aromatizadores es la vainilla y el hueinacaztli (una planta aromática denominada Cymbopetalum penduliflorum y con sabor similar a la pimienta negra). El hueinacaztli será posteriormente uno de los ingredientes más típicos en las preparaciones aztecas de chocolate. El cacao, se solía mezclar también, con chiles molidos secos (capsicum annum). Algunas de las preparaciones específicas provienen del Lacandón y se caracteriza por añadir un agente espumante natural proveniente de una planta trepadora (denominada suqir). En otros casos se añadía un colorante natural como es el caso del achote (bixa orellana). Las apariciones del cacao son frecuentes en el libro del Popol Vuh ("Libro del Consejo" o "Libro de la Comunidad"), pero el rol del kakaw en los ritos religiosos es ambiguo. Pero se menciona que una deidad denominada Hunahpú fue el inventor del proceso del cacao. Según el texto el cacao proviene de la montaña del sustento (denominada paxil) junto con el maíz.

### Periodo azteca

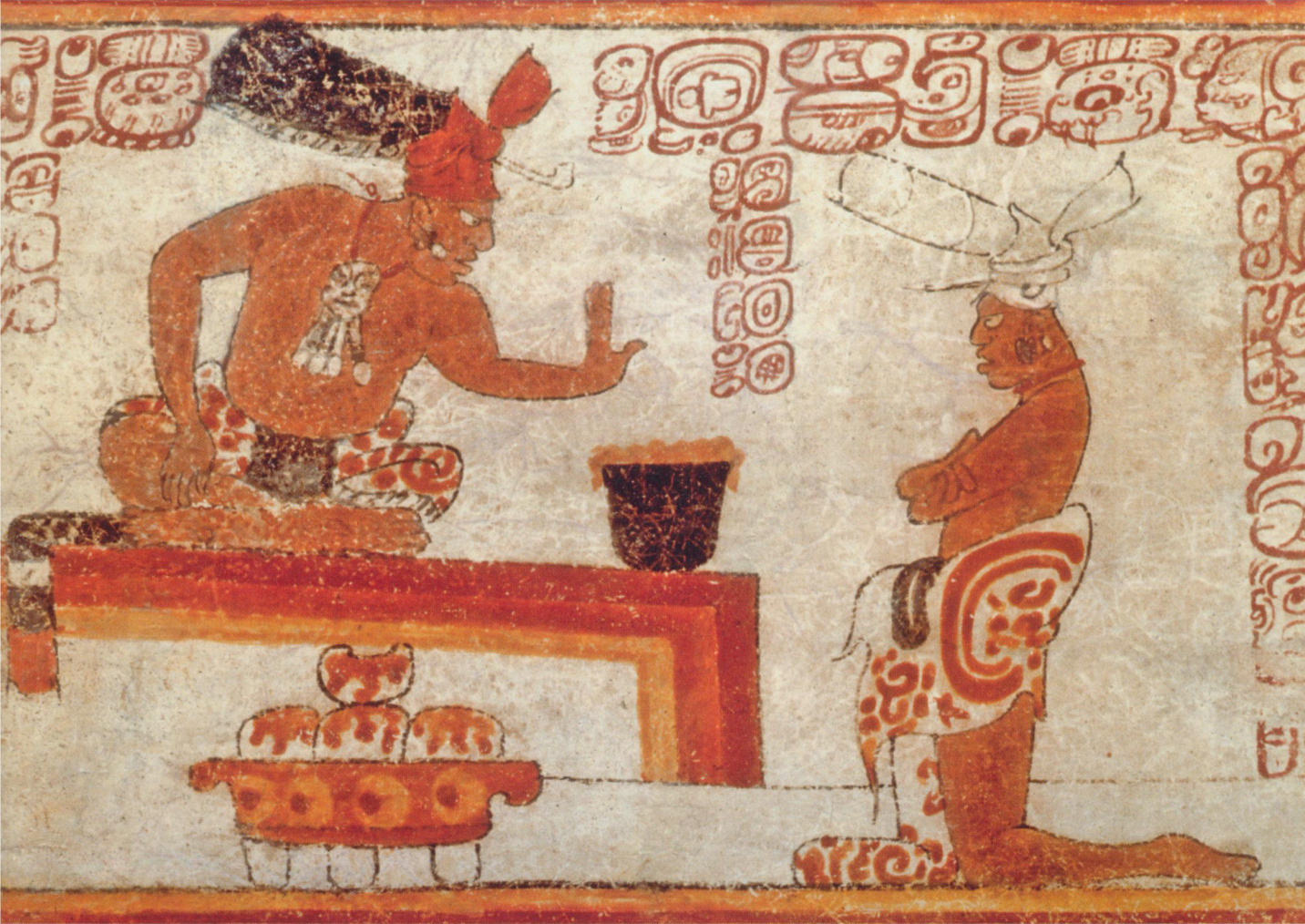
Un par de Mayas con chocolate

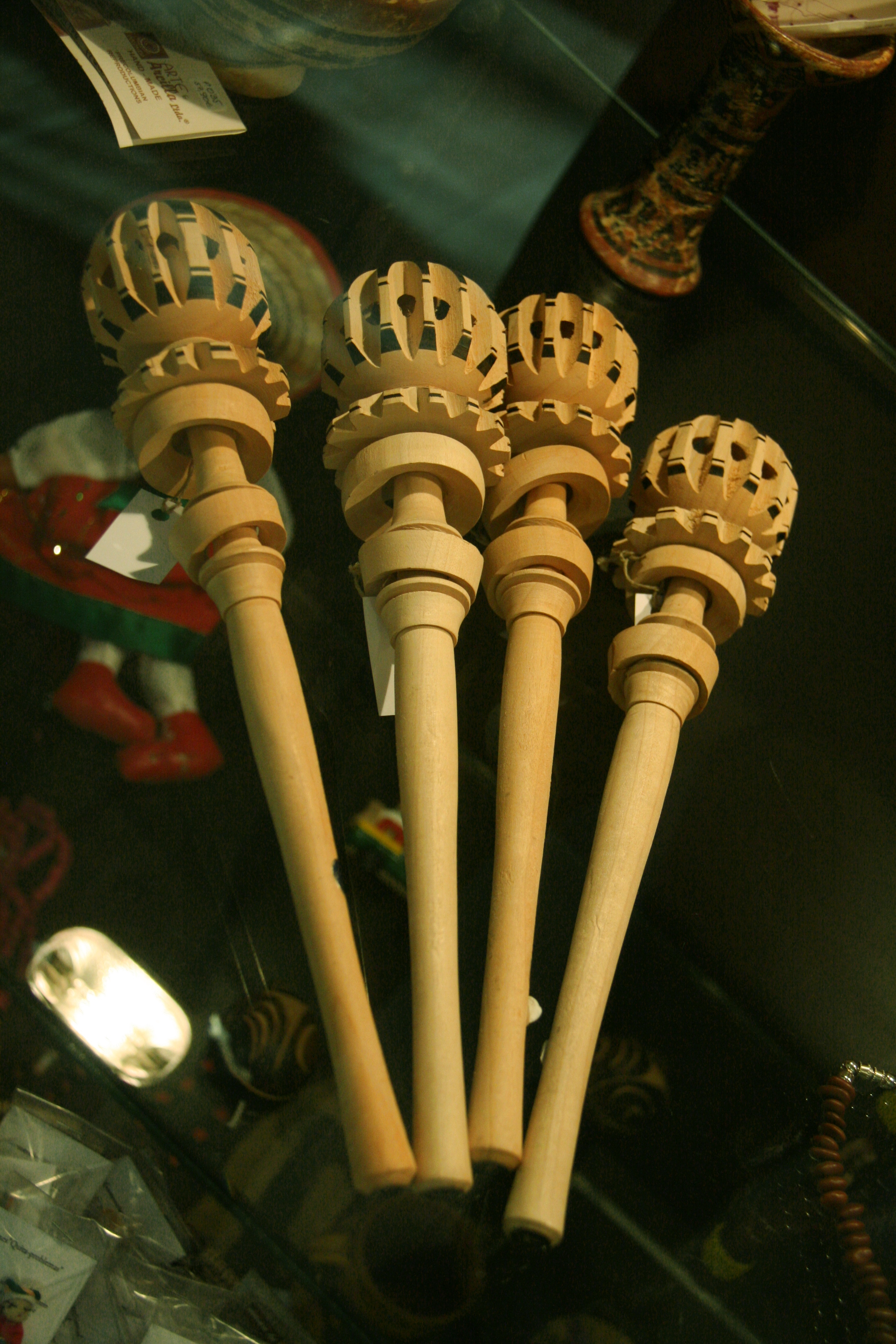
Molinillos para agitar el chocolate y generar su espuma.

El origen de la palabra cacao y chocolate es hoy en día una controversia entre los científicos estudiosos del término. Algunos autores afirman que la palabra cacao fue originaria de los lenguas mixezoques a raíz de las costumbres olmecas sobre su uso. De acuerdo con esta afirmación otros idiomas mesoamericanos, incluidos el Náhuatl, tomaron prestada la palabra como símbolo de prestigio y de la influencia olmeca. Para otros investigadores la palabra ‘chocolate’ representa un neologismo más reciente, quizá un hibridismo maya-náhuatl, debido a que su documentación en las fuentes coloniales del centro de México es muy tardía. Ambas palabras son de origen descriptivo, es decir, que aluden a la forma del grano (cacao) y a la preparación de la bebida (chocolate). Para ‘cacao’ se propone la forma *ka-kawa-tl, o ‘objeto parecido a huevo,’ una reduplicación de *kawa, o ‘huevo,’ palabra que proviene del proto-yutoazteca: *kaN, o ‘quebradizo’ o ‘duro,’ y *paN, o bellota, vaina. En el caso del chocolate se sugiere que la forma simbólica como "bebida batida" debido al empleo de batidores (molinillos) en su preparación. La influencia de esta palabra durante el Imperio azteca es importante ya que será la que escuchen mayoritariamente los conquistadores españoles y la palabra que posteriormente se difundirá por el mundo. Del empleo que hacen los aztecas del cacao como moneda hay diversos testimonios como el de Pedro Mártir de Anglería fílosofo y erudito que en la publicación de sus "Fuentes Históricas" menciona: usan la moneda, no de metal, sino de nuececillas de ciertos árboles parecidos a la almendra. Este mismo autor en una carta al papa Clemente VII le menciona que la moneda es muy acertada, por predisponer a la avaricia y al mismo tiempo una bebida deliciosa y reconfortante. La cantidad de granos de cacao indicaban el valor, su valor incremental se mostraba en sistema vigesimal, de esta forma cuatrocientos granos de cacaos (20x20) formaban un zontli, veinte zontles (20x400) hacen un xiquipilli. Los conquistadores españoles lograron compilar tablas de equivalencias entre algunos productos y el número de granos de cacao, por ejemplo diez granos equivalían a una liebre, el mismo precio equivalía al precio de una prostituta, un centenar de granos permitía la compra de un esclavo, etc. El cacao servía a menudo como pago de tributos durante la época prehispánica, así como medicinales (tal y como puede verse en los usos mostrados en el Códice Badiano de 1552). Algunos de los códices coloniales de México muestran el uso del cacao y del chocolate que observaban los españoles. Los aztecas poseían como bebida popular el iztac octli (se trata de una bebida de fermentación alcohólica de muy bajo contenido alcohólico procedente del agave) y su elaboración y consumo estaba reservada a ancianos y enfermos, la otra bebida era el chocolate que estaba reservado a adultos, entre ellos las clases elevadas, las élites y los guerreros.
El método básico para la preparación del chocolate (xocolatl) es básicamente similar al que previamente emplearon los mayas. La diferencia estriba en que los aztecas servían el chocolate frío, al contrario que los mayas del Yucatán. Algunas de las noticias más antiguas proceden de un anónimo español que se apoda Un caballero de Hernán Cortés que al describir Tenochtitlan describe como los aztecas muelen las almendras de cacao, añaden agua y mezclan todo con una cuchara. Tras ello, mueven la mezcla de una vasija a otra con la intención de provocar espuma. Al servir la bebida mezclan el líquido con oro, plata o maderas nobles. El chocolate de calidad se mencionaba como tlaquetzalli (significa: cosa valiosa) y según B. Sahagún el cacao pulverizado se mezclaba con agua. Un chocolate de inferior calidad era el nixtamalli (cacao con maíz en polvo) con el que preparaban unas gachas. A veces se elaboraba con pinole (harina de maíz) mezclado con semillas. El empleo de chiles molidos secos (capsicum annum) procedente de las costumbres mayas, dejaba una bebida denominada chilcacahuatl que podría ir desde el rango de los moderadamente picantes hasta los extremadamente pungentes. Se menciona el uso de la flor del tlilxochitl (denominado vanilla planifolia una especie de orquídea), así como el mecaxochitl (Piper auritum), el zapayal (Calorcarpum mammosum). Otras plantas aromatizantes eran el yolloxochitl (una especie de magnolia cuyo nombre científico es Magnolia mexicana) y el eloxochitl (eloxochitl). La generación de espuma antes de ser servido era muy importante, y en muchas ocasiones se elaboraba mediante el trasiego de una a otra vasija, o mediante el uso de un molinillo. Entre las especias aromatizadoras de la bebida se encuentra la ceiba pentandra.

## El descubrimiento y propagación por Europa

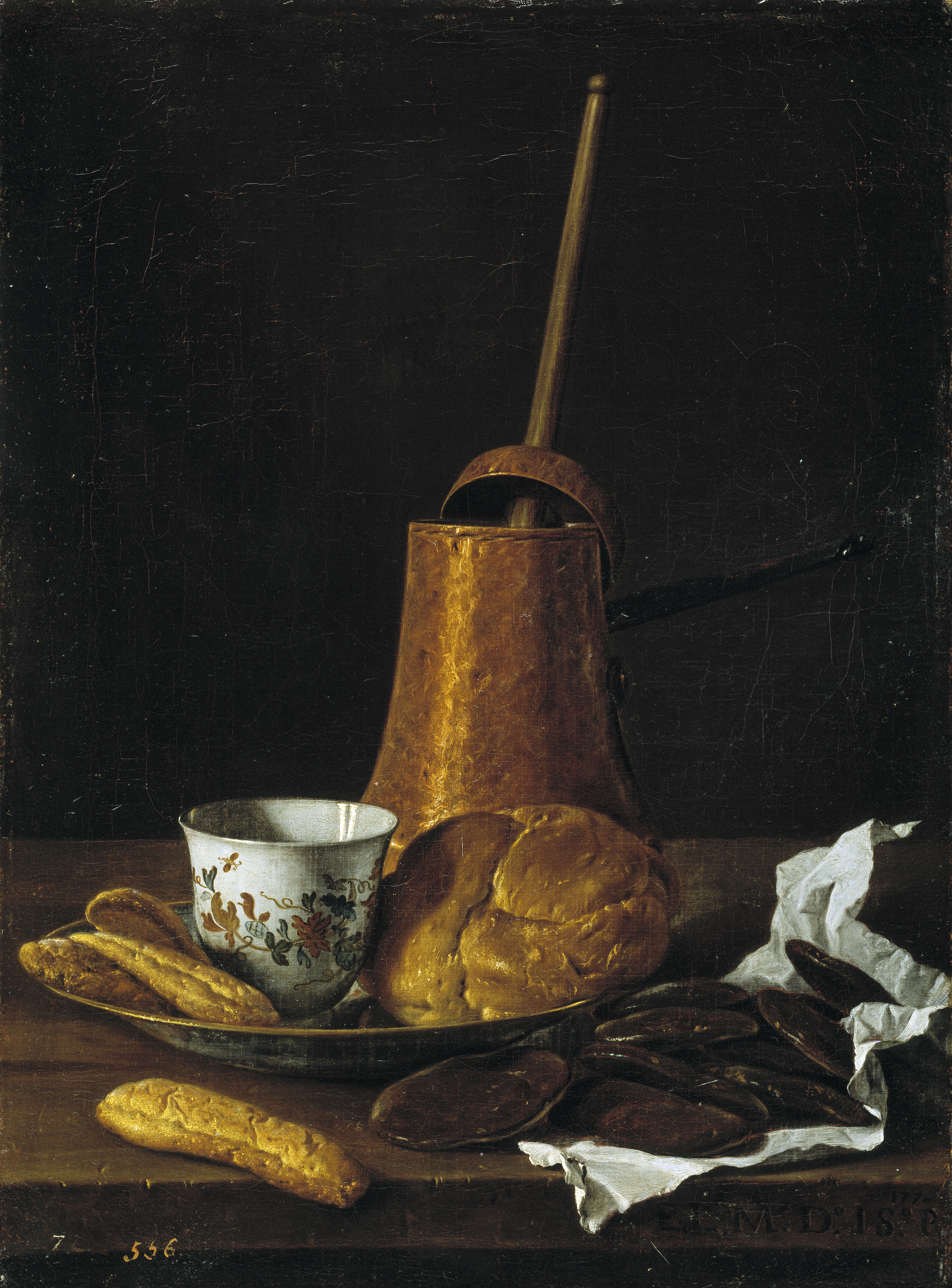
Bodegón con servicio de chocolate. Óleo sobre tela de Luis Egidio Meléndez 1770, Museo del Prado. Servicio de chocolate a la española de finales del, con pocillo y sus panes de tahona para ser mojados en el chocolate que contiene la taza.

El descubrimiento del cacao tuvo varios episodios iniciales de contacto entre los conquistadores españoles, y los pueblos mesoamericanos. En ninguno de ellos detectan los conquistadores que sea inicialmente una bebida tan apetecible como posteriormente ocurrió. A pesar de todo, una vez descubierto, tuvo un relativo corto periodo de asimilación culinaria. Ningún otro de los alimentos desplazados desde América a Europa tuvo comparativamente tanta aceptación entre las sociedades europeas como lo tuvo el chocolate. Pero curiosamente fue admitido inicialmente como si de una combinación entre alimento-medicina se tratara. La Europa que recibe el chocolate entiende su consumo mezcla entre alimento, mezcla entre fármaco. La medicina europea del siglo XVI y XVII se comprometía con la teoría de los humores. Entre los pasos para su aceptación en las futuras sociedades europeas se encontraba la necesidad de cambiar su sabor: el primer cambio fue su dulcificación y aromatización (empleando vainilla y canela). Posteriormente sufriría otros cambios físicos en su textura como fue la solidificación en el siglo XIX.

### Encuentro de Europa con el Cacao
En los cuatro viajes que hizo Cristóbal Colón, tan solo en el último tuvo un contacto casual con las "almendras" de cacao.
Durante el periodo del cuarto viaje de Cristóbal Colón, compuesta la expedición por cuatro carabelas y ciento cincuenta hombres, tras haber pasado la isla de Jamaica el rumbo le lleva en la isla de Guanaja. El día 15 de agosto de 1502 divisa una embarcación en forma de canoa (se trata de una embarcación maya denominada Maiam) que parece provenir de la península del Yucatán y por su forma pertenece a los Chakán Putum. Ordena detener la embarcación, e inspeccionar su contenido. El abordaje se produjo sin resistencia y allí se encuentra por primera vez con las que denomina 'almendras' (el cacao). Cuatro años después a su regreso a España, Cristóbal Colón muere en Valladolid. Este primer encuentro entre el cacao y los europeos no deja ningún comentario acerca de si había llegado a probar el cacao, sin embargo menciona que las almendras son empleadas como moneda. 
Desde la invasión del Yucatán comenzada en 1517 y de México en 1519, es posible que los españoles tuvieran contacto con el cacao y su bebida. Es por esta razón por la que algunos libros mencionan a Hernán Cortés como el primer europeo en probar el cacao y su bebida. A pesar de ello no hay evidencias históricas para que esto fuera así. La primera evidencia documentada de la prueba del cacao fue en España, en una delegación Kekchi enviada a visitar al príncipe Felipe. En la lista de presentes enviados por la delegación aparece el cacao. Fue Bernal Díaz del Castillo uno de los primeros en reportar el uso de este fruto como bebida y como moneda. La palabra Nauatl xocoatl (literalmente 'agua amarga') se incorpora al castellano como chocolate, y esta denominación se expande a lo largo de todo el mundo junto con el producto del cacao. Los primeros textos escritos en Europa proceden de anotaciones y publicaciones realizadas inicialmente en castellano durante los siglos XVI y XVII.
Durante algún instante convivieron el sistema decimal de los conquistadores con el sistema vigesimal de los aztecas y su rivalidad se mostraba en el conteo de los granos de cacao como moneda. Los falsificadores pronto florecieron y Fray Bernardino de Sahagún en su "Historia de las cosas de Nueva España" menciona diversas formas de falsificar la moneda mexicana. Una de las más habituales era tostar habas, a veces rociadas con cenizas calientes, en ciertas ocasiones las cáscaras de los verdaderos granos de cacao se rellenaban con cera negra o tierra húmeda para simular su contenido. Pronto el virrey Antonio de Mendoza puso remedio al ritmo creciente de falsificaciones obligando a los mercaderes a analizar los granos de cacao y a somenter a los falsificadores a graves penas. En 1667 el historiador español Antonio Colmenero de Ledesma escribe uno de los primeros tratados sobre el cacao, titulado Chocolata Inda ; opusculum de qualitate et natura Chocolatae. Se considera uno de los primeros libros con recetas sobre la elaboración del chocolate en Europa. El libro fue muy popular y tuvo diversas traducciones. Las recepciones reales, y de la diplomacia a los altos mandatarios europeos hicieron que poco a poco se divulgara la bebida del cacao. En 1670s el viajero árabe Elias Ibn Hanna que viaja de Cádiz a Cartagena de Indias bebe en Guayaquil por primera vez chocolate.
En España el furor por esta nueva exótica bebida recorre los altos estamentos de la sociedad. Es costumbre pronto tomar chocolate y celebrar chocolatadas, asociado a las visitas sociales, a celebración de los grandes eventos, a la reunión social en ciertos lugares. El chocolate aparece en una sociedad europea que no posee elementos de vajilla apropiados para el consumo específico del chocolate. Pronto surgen nuevos elementos inspirados en las costumbres aztecas. La vajilla típica española para las chocolatadas, constaba de una jícara (palabra de etimología náhuatl "xicalli") y se removía el chocolate caliente con el molinillo. Todo se servía en una especie de bandeja especial denominada mancerina. En el año 1640 el marqués de Mancera, virrey del Perú (1639-1648) diseñaba por primera vez, haciéndosele inventor de esta bandeja. Era muy habitual servir el chocolate con dulces (por regla general bizcochos) especiales que se remojaban en el chocolate caliente. Estas nuevas formas se introducen igualmente en otros países, de esta forma en Francia se desarrolla a comienzos del siglo XVIII el chocolatiére, un recipiente de metal donde se introduce el molinillo (que en francés se denomina moulinet o mousoir).
En 1753 el botánico sueco Carl von Linné (Linnaeus) asigna a la planta del cacao en su Systema Naturae el nombre científico de Theobroma cacao empleando su sistema binomial para denominarla, inspirándose en el griego clásico para denominarlo como alimento de dioses (Theo-broma). Su nombre científico anterior era de amygdalæ pecuniae (almendras del dinero). Posteriormente en 1741 escribe una pequeña obra monográfica sobre el cacao y la titula: Om Chokladdryken, la imprime en 1778. Este tratado contiene recetas y usos medicinales del cacao. Sobre el aspecto medicinal del cacao en esta época de finales del siglo XVIII empiezan a escribirse numerosos tratados medicinales. El español Antonio Lavedan publica un tratado en 1796 acerca de las propiedades del cacao, el tabaco y el café, Tratado de los Usos, Abusos, Propiedades y Virtudes del Tabaco, Café, Té, y Chocolate. El libro de Lavedan es uno de los mejores recetarios de chocolate de finales de siglo XVIII, debido en parte a la calidad descriptiva de las recetas (todas ellas del chocolate como bebida), así como de las propiedades observadas hasta la fecha. En el libro de Lavedan se menciona una obra desconocida hasta la fecha sobre un autor italiano denominado Gerónimo Piperi y la obra De Potione Chocolate.

### El chocolate conquista Europa
El cacao entra en Europa por España, introduciéndose casi simultáneamente con otras bebidas exóticas como el café y el té. Por la confesión religiosa de los países europeos que lo promocionan, se identifica al cacao y su bebida como procedente de los países católicos, mientras que el café y el té procede de los países protestantes. Las bebidas sufrirán, a pesar de su total aceptación, diferentes velocidades de difusión en los distintos países europeos. El país que primero acoge el chocolate tras España es Italia. Ciertas regiones italianas se encontraban bajo dominio español (Italia española) acogen el chocolate haciendo que salga de la península ibérica iniciando de esta forma el periplo europeo del chocolate. Italia no surge como nación hasta 1870. Durante siglos la parte meridional de la península itálica estuvo bajo dominio español, las familias de origen valenciano: Medici. Era lógico que Italia y Portugal siguieran España en el consumo de la bebida debido a las múltiples conexiones que existían entre estos países. Algunas teorías mencionan que la persona que llevó el chocolate a Italia fue Manuel Filiberto de Saboya (1528-1580) Capitán General de la Armada española que regresó a Italia tras la victoria de San Quintín.

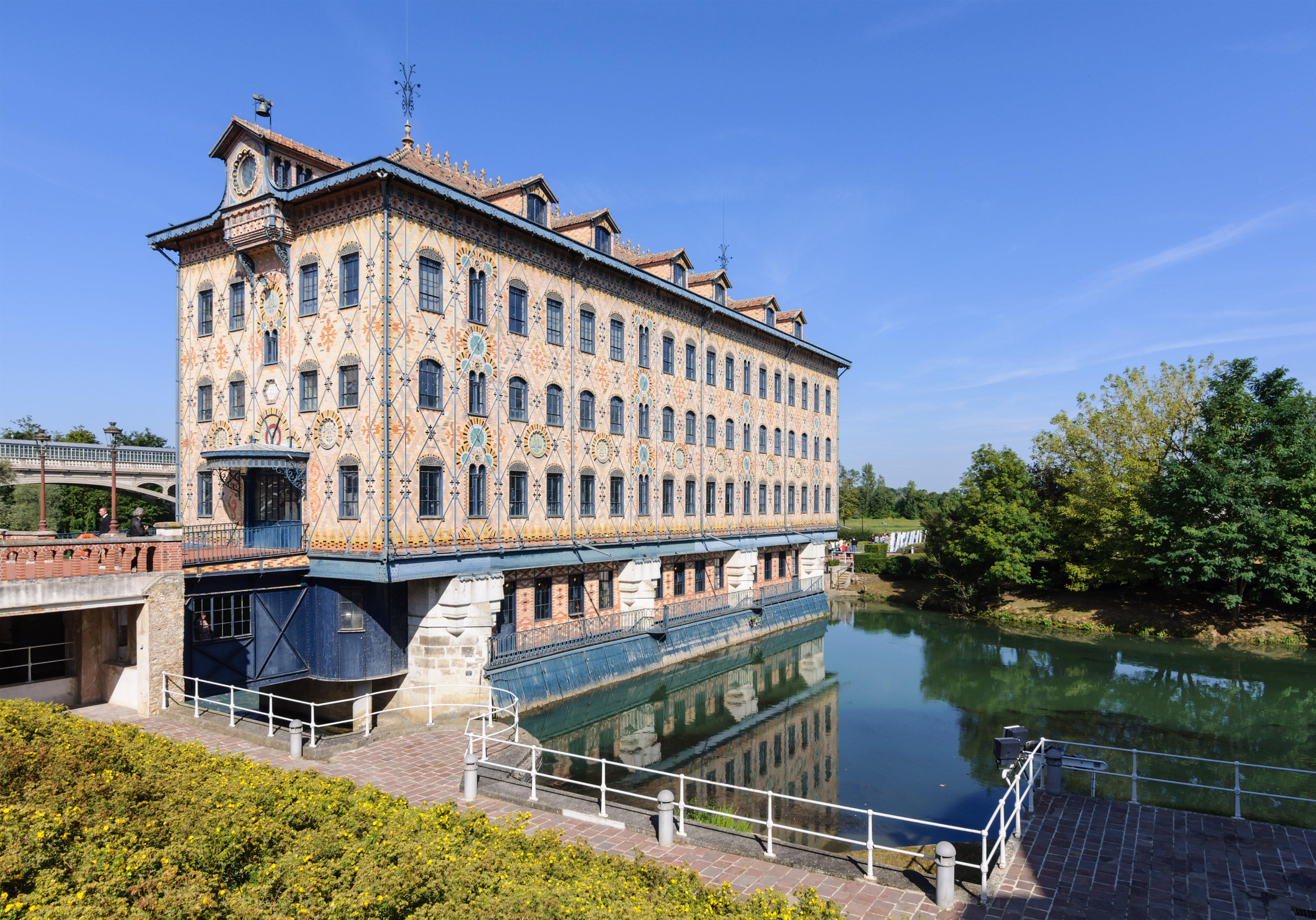
El molino de cacao Saulnier que corresponde a la factoría de chocolates Menier, Noisiel, Francia. Construido en 1872.

El chocolate fue introducido en Francia desde España. Francia, tras Italia, fue el tercer país europeo que acogió al chocolate. Es una historia frecuente en la literatura culinara que menciona a la hija del rey Felipe III de España, Ana de Austria como introductora del chocolate en la Corte Francesa al casarse con Luis XIII en 1615. Su propagación es rápida a lo largo de la aristocracia francesa. Aparece la primera referencia al chocolate en un diccionario francés de Pierre Richelet en el año 1680. En la publicación de L'Encyclopédie de Denis Diderot, realizada en el periodo 1751-1772, ya se menciona el proceso de elaboración y degustación del chocolate. La afirmación de la entrada del chocolate en Francia por la hija del rey español se menciona posteriormente en la Fisiología del Gusto de 1825 Jean Anthelme Brillat-Savarin. Savarin menciona recetas y alude a Madame d'Aestel que es la madre superiora del Convento de la Visitación en Belley. El papel de popularización del chocolate por parte de Ana de Austria a la edad de catorce años, se hacía servir las comidas en sus aposentos al estilo español. En el año 1643 aparece la primera referencia documental en francés. Procede de René Moreau de un título Du Chocolate: Discours curieux divisé en quatre parties procedente de un texto en español de Colmenero de Ledesma. El interés del cardenal Richelieu fue documentado en 1725 por Bonaventure d'Argonne. Otra historia acerca de la introducción del chocolate en Francia proviene de la Infanta María Cristina al casarse con Luis XIV en 1660. Esta referencia se debe a la duquesa de Montpensier tal y como lo reflejan sus memorias. En París aparece la primera saga chocolatier europea: la familia Menier que en 1856 crea la Chocolat Menier, una compañía que se expande a lo largo de Europa y América y cesa actividad en 1965. Fauchon abre una tienda en París en 1886 y comercializa productos de chocolate.
Se hacen referencias acerca de la introducción en Inglaterra en 1657, donde existen algunas casas de bebida de chocolate tal y como describe Samuel Pepys en su diario de 1661. El Queen's Lane Coffee House en el High Street de Oxford comenzó a servir café a finales del siglo XVII, se desconoce si se sirvió chocolate. En 1727, el caballero inglés Nicholas Sanders produce la mezcla de chocolate y leche para Hans Sloane en Jamaica; a pesar de ser novedosa la mezcla, el producto es primitivo y necesitaría de los avances del siglo XIX para acabar siendo un chocolate de calidad. La receta se intenta posteriormente en Londres. Desde 1701 hasta 1706, Diana Astry recopila recetas de chocolate para diversas preparaciones reposteras.
En 1641, Johan Georg Volkmer viaja desde Nápoles a Alemania y transporta cacao por primera vez. Los Países Bajos bajo dominio español durante finales del siglo XVII, comienzan una rebelión en 1568 que deviene en la guerra de los Ochenta Años. La rebelión contra el monarca hispánico finalizó en 1648 con el reconocimiento de la independencia de las siete Provincias Unidas, en la actualidad conocidas como Países Bajos. El conocimiento del cacao en los Países Bajos llega por influencia alemana. Su afan por dominar el mercado hace que pronto disputen a España las rutas marítimas de cacao. Ya en el siglo XVIII el puerto de Ámsterdam es el segundo en volumen de recepción de cacao tras los puertos españoles. Al contrario que en Francia y España, el chocolate se vende públicamente en tiendas y es accesible al público en Inglaterra y Países Bajos.

### Las dudas eclesiásticas

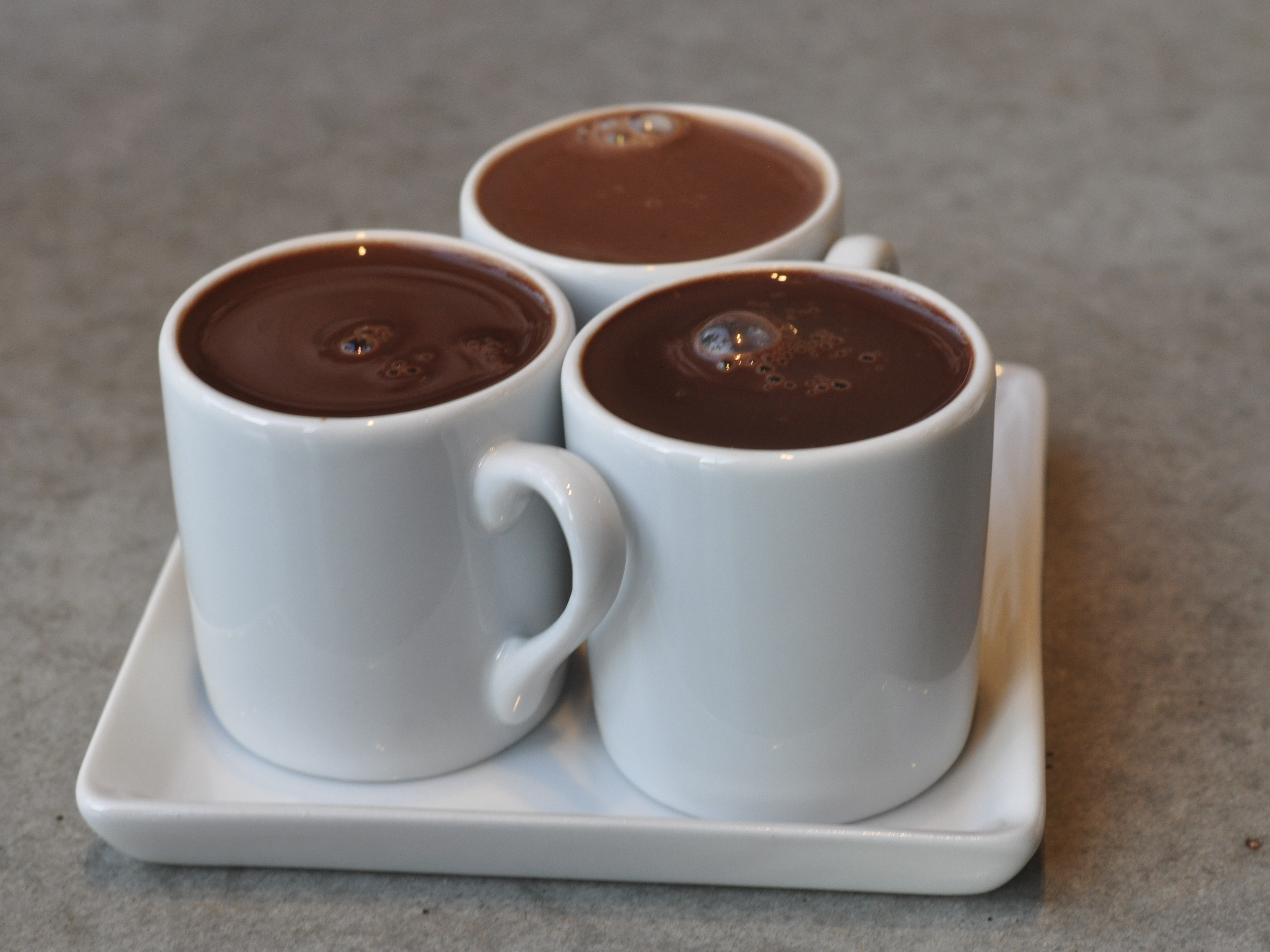
El chocolate del al ser líquido, no infríngía el ayuno eclesiástico. Liquidum non frangit jejunum permitió que fuese bebido sin incurrir en pecado capital.

Tras su difusión por Europa, en los países de religión católica (España, Italia y Francia) surge la duda teológica acerca de si la ingesta de chocolate rompe el ayuno eclesiástico. Esta duda surge desde los comienzos del siglo XVI en España, y poco a poco los partidarios de una, u otra idea, van acrecentando el debate. La aparición en Europa de otras bebidas exóticas, inexistentes antiguamente, como el café y el té, arrojan dudas acerca de si su posible ingestión rompe o no el ayuno. Algunas de ellas, como el vino, entran en el debate de soslayo. Pronto aparecen teólogos detractores, mientras que al mismo tiempo existen otros que apoyan su consumo, bajo ciertas condiciones. La primera mención histórica del debate se realiza en México por el jesuita Juan de Cárdenas en el año 1591. Juan hace una distinción clara entre los posibles usos, los alimentos líquidos y los sólidos. El fraile Agustín Dávila Padilla niega que el chocolate rompa el ayuno, añadiendo en la lista incluso al vino. El debate alcanzó hasta los altos estamentos papales, solicitando una solución al caso. El fraile español León Pinelo en el año 1636 publica un libreto en Madrid adelantando la cuestión a debatir: «Cuestión moral si el chocolate quebranta el ayuno eclesiástico». En su obra muestra un extraordinario conocimiento del chocolate y del cacao. Su obra centra la discusión en el aspecto nutritivo añadido a la bebida. Pinelo explica que el cacao elaborado con agua no viola el ayuno, mientras que el elaborado con leche sí, debido al aporte nutritivo "extra" de la leche. De la misma opinión es Tomás Hurtado, que en 1645 afirma que añadir harinas diversas (menciona harinas extranjeras refiriéndose a la harina de maíz), huevo o leche viola el ayuno cristiano. El italiano Francesco Maria Brancaccio en 1664 dice que resulta nutritivo si se añaden pedazos de miga de pan (como se suele hacer en España), mientras que si se toma el chocolate con agua no lo rompe. Otros autores italianos, como Giovanni Batista Gudenfridi defienden el chocolate ante las acusaciones.

## El chocolate en Nueva España
El descubrimiento del cacao en Europa trae a España la posibilidad de comerciar con otro producto y esto abre nuevas posibilidades económicas de intercambio del cacao como un bien económico entre países. El establecimiento del Virreinato de Nueva España permite desde comienzos del siglo XVI controlar el comercio del cacao a medida que se comienza a colonizar nuevos territorios. El puerto de Veracruz fue su principal puerto al océano Atlántico en los primeros periodos, punto de comunicación entre España y los nuevos territorios de "Nueva España", donde las agrupaciones de barcos: denominadas flotillas iban y venían cruzando el Atlántico. En las flotillas de naves se transportaba el cacao a España, y el resto de Europa. El cacao y el chocolate de esta época se mezcla con ingredientes europeos, como la canela, clavo de olor, en algunas ocasiones la pimienta negra en substitución de los chiles molidos secos, piñones, pistachos. Era creencia común entre los colonos españoles que la vainilla mezclada con el cacao no era sana, y si bien era usada, se procuraba evitar. Empleando en la mayoría de las ocasiones el azúcar de caña (refinado o sin refinar). El cultivo de caña de azúcar se veía muy favorecido por el clima y la producción era muy rentable. Los cultivos del cacao en Nueva España eran Tabasco, Soconusco (región de Chiapas), Suchitepéquez, Valle de Ulua, Izalco, El Salvador. El cacao como bebida, denominada chocolate caliente, de Nueva España se elaboraba a menudo como medicina y se distribuía a los enfermos como reconstituyente en los Hospitales, a menudo como medicina contra la diarrea (venganza de Montezuma).
El régimen económico del comercio del cacao (y de otros productos) es inicialmente el del monopolio. Uno de los monopolios establecidos a medida que se expandía el territorio por el sur fue la Compañía Guipuzcoana de Caracas constituida el 25 de septiembre de 1728 en virtud de una Real cédula expedida por el rey Felipe V, para establecer un esquema de intercambio comercial recíproco entre la provincia de Venezuela y España. El cultivo del cacao en Brasil (de la variedad forastero) estaba en manos de la Compañía de Jesús. La ausencia de pagos de impuestos hacía que fuera una actividad muy lucrativa. La situación cambió cuando las epidemias de viruela y sarampión, ocurridas en la década de 1740, mermó considerablemente la mano de obra indígena. Además de todas estas circunstancias se añadió que José I puso como gobernador de Brasil a Francisco Xavier de Mendonça Furtado (hermano del marqués de Pombal) que causaron en 1759 la expulsión de la Orden de Portugal y Brasil. Posteriormente el rey Carlos III de España hizo lo mismo con sus colonias. Durante este periodo nace en un convento el mole poblano un plato elaborado tradicionalmente con guajolote (una especie de pavo) y chocolate, plato que se convierte en uno de los más conocidos de la gastronomía de México. Son diversas las historias de su origen pero señalan que la inventora fue una monja (María del Perpetuo Socorro) y otras monjas del convento de Santa Rosa.

## Difusión mundial del chocolate
La difusión del chocolate a lo largo de diversos países europeos hace que posteriormente se disperse a diversos países y zonas de la tierra. No obstante es bien sabido que en la mayoría de los países donde se divulga su existencia, el chocolate es entendido como una bebida, reservada tan solo a ciertas clases privilegiadas. A mediados del siglo XIX el chocolate se solifica ofreciendo un aspecto nuevo, esta invención es oportuna ya que el surgimiento y creciente popularidad de otras bebidas comienza a rivalizar con el chocolate caliente. Tal es el caso de una bebida que se hace muy popular en Europa: el café. El chocolate sólido posee un punto de fusión cercano a la temperatura corporal (generalmente por debajo) y esto permite que se desahaga en la boca, proporcionando una nueva sensación de texturas. Lo cierto es que la difusión del chocolate hizo que se disparara la demanda mundial de otro producto, el azúcar de caña. Este producto empezó a cultivarse en muchos lugares, y empezó a ser un bien de comercio a partir del siglo XVII. La producción de azúcar tuvo mayores demandas debido a la introducción del café y del té en las costumbres europeas.
Resulta destacable que muchos de los empresarios chocolateros ingleses y norteamericanos de los inicios son cuáqueros, es decir pertenecientes a la Sociedad Religiosa de los Amigos. Esta afiliación cuaquera es inicialmente evidente con las empresas chocolateras J. S. Fry & Sons (proveedor oficial de chocolate a la Armada Inglesa), Cadbury y Rowntree's. En Estados Unidos se conoce el furor europeo por el chocolate tras la Great Exhibition of the Works of Industry of all Nations de Londres celebrada en 1851. Anteriormente el chocolate era importado de Europa. El introductor del chocolate fue anteriormente a este evento un inmigrante irlandés, John Hannon. En 1770, Hannon había adquirido unos granos de cacao procedentes del comercio internacional y comenzó a procesar chocolate en Massachusetts. La producción acabaría siendo la factoría de la Baker's Chocolate (Walter Baker & Co) en EE. UU., que se popularizó con un icono publicitario en 1883: una chica ofreciendo chocolate en una bandeja ("chocolate girl" o la "Belle chocolatière").
En China llega el chocolate a comienzos del siglo XVII gracias a la transmisión de los misioneros cristianos: jesuitas y franciscanos españoles. La introducción comercial a China en gran escala se realiza vía las rutas comerciales (como la Ruta de la seda) y por los grandes puertos de Asia (a través de Filipinas). La incorporación del chocolate a las costumbres culinarias del Japón es posterior, y data de finales del siglo XIX.

### Globalización de la plantación
| Trinitarios Criollos Forasteros | Cupuaçu Nacional |

Especies de cacao:

En el año 1964 el botánico José Cuatrecasas hace una revisión del genus Theobroma y define veinte y dos especies, agrupadas en seis secciones. La taxonomía muestra que dos de las versiones interesantes son la Theobroma cacao (productora del chocolate) y la Bicolor cacao, las otras veinte versiones son salvajes y no son empleadas como productoras de alimento. Estas veinte versiones crecen en la zona de Amazonia, norte de Ecuador hasta Colombia, Panamá, Costa Rica, Nicaragua. La variedad de Bicolor cacao no produce chocolate pero si una bebida denominada pataxte conocida desde antiguo. Las versiones de cacao son una disputa entre expertos, algunos dicen dos, otros tres. La variante denominada criollo es la que crecía en Mesoamérica antes de la llegada de los colonos españoles y era considerada la de mayor calidad. De la misma forma la variedad theobroma augustifolia que produce un alimento denominado cushta muy popular en Nicaragua, la theobroma grandiflora con la que se recolecta el fruto denominado cupuaçu.
El cacao producido en la zona de Mesoamérica pronto no es suficiente para la demanda que empieza a surgir en Europa, el cacao además comienza a ser un bien económico a partir de comienzos del siglo XVIII en muchos de estos países. Es por esta razón por la que pronto se comienza a buscar localizaciones para nuevas plantaciones. Las restricciones del árbol del cacao acerca del clima necesario no permiten su cultivo en Europa. Los españoles comienzan en 1730 el cultivo exitoso de la planta en el golfo de Guinea (conocido hasta el siglo XX como Fernando Poo en honor a su descubridor). Existen intentos de su cultivo en ciertas zonas de América con clima tropical, de esta forma en el año 1746 ya se dispone de áreas cultivadas en Bahía (Brasil). Las potencias europeas inician las plantaciones en sus respectivas colonias, de esta forma los franceses inician el cultivo en la Martinica y Guadalupe en la década de 1660. Los holandeses en Surinam y los ingleses en Jamaica en la década de los 1680 (anteriormente en 1525 los españoles lo habían intentado en Trinidad). En 1752 se sembró en el municipio de Ilhéus adaptándose al clima de Brasil. Durante el siglo XVIII, Venezuela fue un productor y exportador fundamental a España mediante la Compañía de Caracas. En 1824, mercantes portugueses y españoles se disponen a llevar cultivos de la variedad forastero desde Brasil a São Tomé en África y desde allí a Costa Dorada (en la actualidad Ghana) en 1891. Estas plantaciones se extenderán hacia Nigeria en 1874 por los ingleses, y en 1905 a Costa de Marfil (colonia francesa en África).
Los mercantes del imperio británico se dirigen hacia el este e intentan plantar el cacao en Ceilan (Sri Lanka) mediante las rutas de la Compañía Británica de las Indias Orientales (uno de sus mayores promotores es el barón sir Robert John Wilmot-Horton que porta muestras de cacao a Ceilan desde Trinidad en 1834), lo mismo intenta hacer el Imperio neerlandés con el cacao en Java y Sumatra. A comienzos del siglo XX hay plantaciones de cacao incluso en Oceanía (Nueva Guinea y Samoa). Durante la ocupación española de Filipinas se intentó cultivar cacao en las islas. La expansión del cultivo del cacao por diversos lugares del África ha ido acompañada del empleo de mano de obra esclava con el objeto de mantener los beneficios en un alto margen. Era el alimento de los dioses

## Modernidad: el chocolate se solidifica

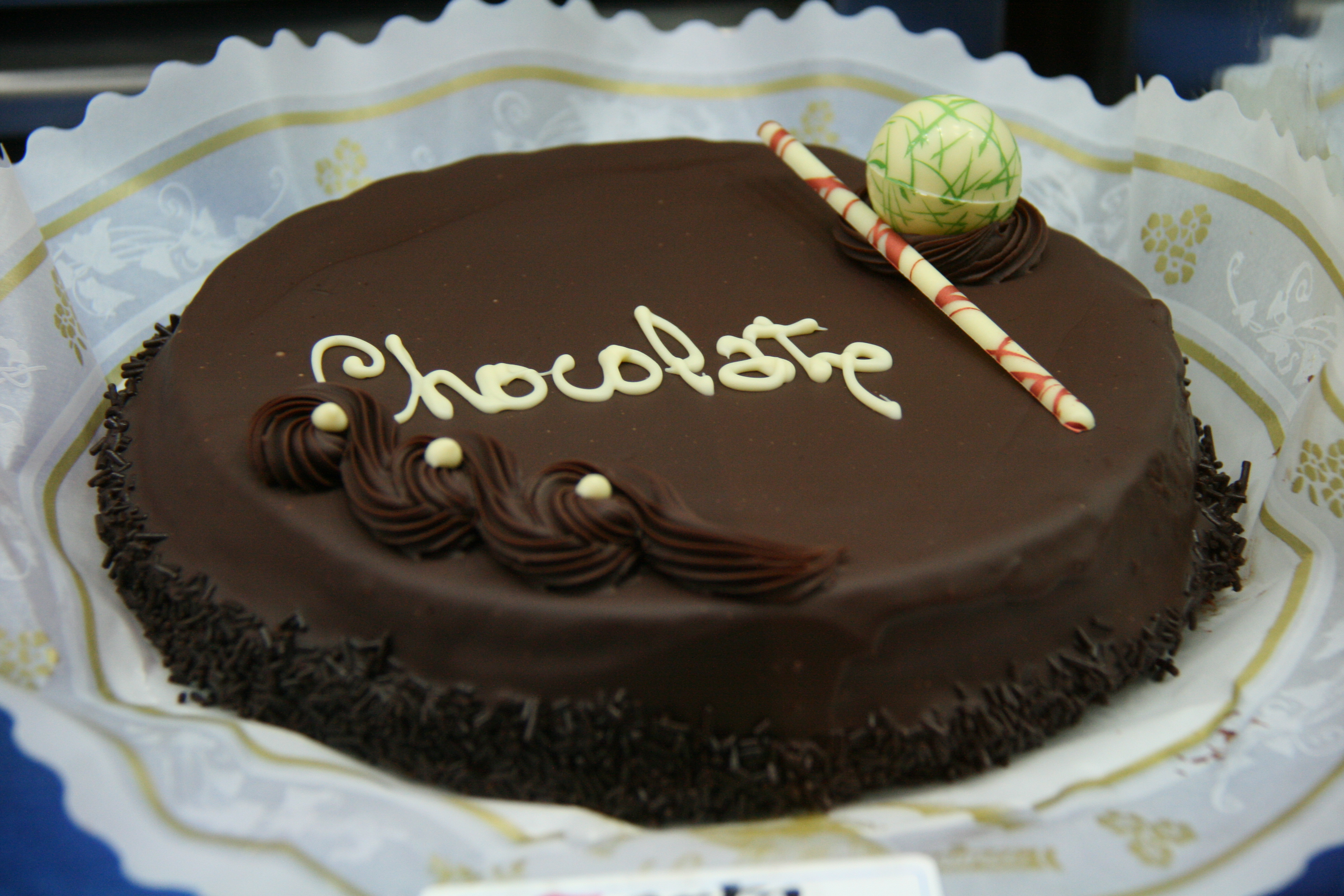
La solidificación del chocolate a finales del siglo XIX permitió nuevas formas de repostería: como las tartas de chocolate.

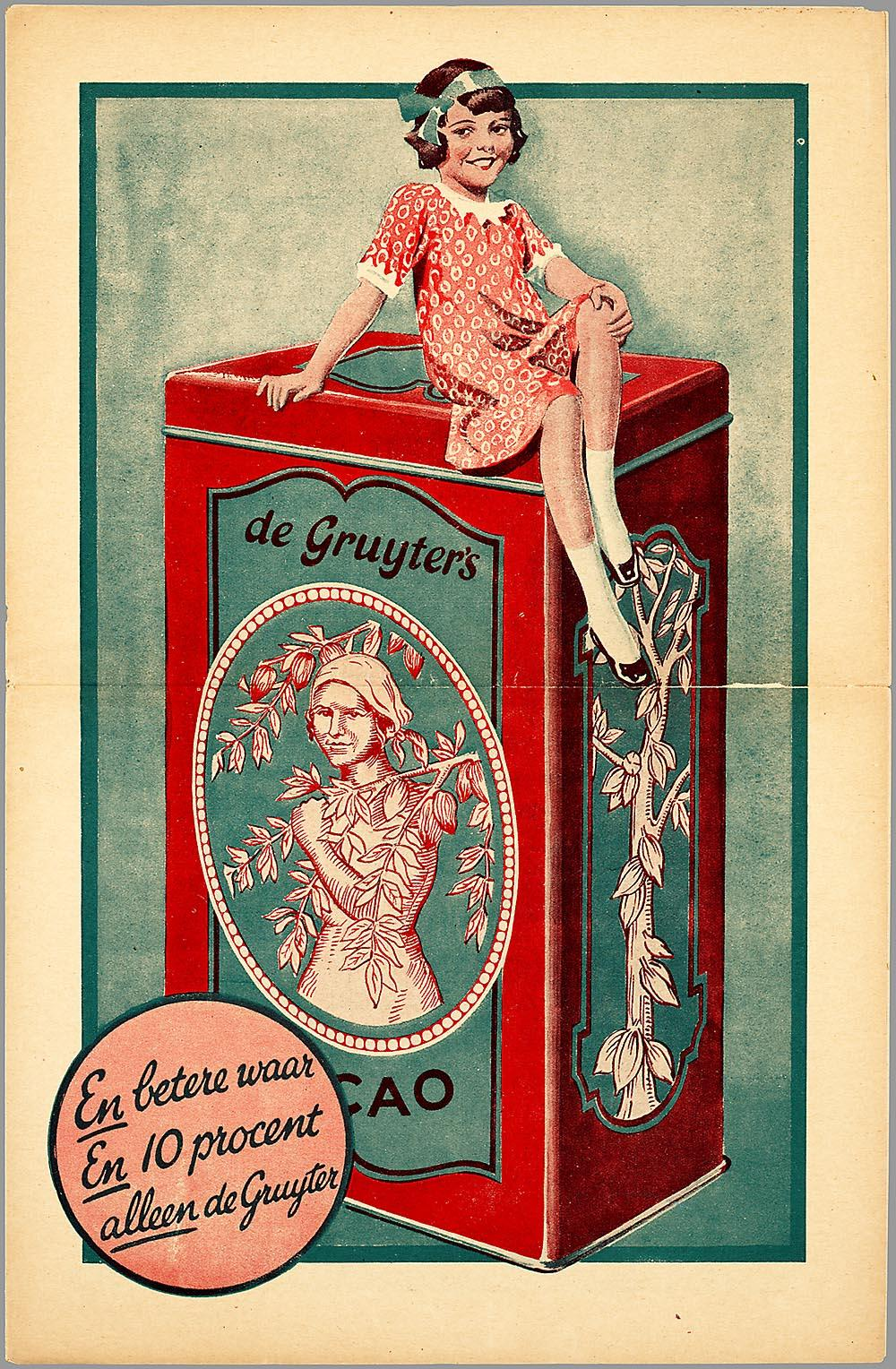
Durante el las campañas publicitarias de las compañías chocolateras se impregnan de pósteres publicitarios elaborados por artistas como Firmin Bouisset y Alfons Mucha.

Algunas de las iniciativas por descifrar los componentes del cacao con el objeto de producir chocolate en grandes cantidades, bajo condiciones completamente controladas, comienza a mediados del siglo XVIII. Una de las primeras iniciativas se realiza en Bristol (Inglaterra) por Joseph Storrs Fry en el año 1728, industrial que por primera vez intenta crear chocolate bajo condiciones industriales. El invento de Fry era una especie de molino que empleaba una maquinaria de vapor que permitía con su empleo la elaboración de una masa de chocolate que se convertía con moldes en una especie de bombón primitivo (dragées). Con ello ya ofrecía chocolate en estado sólido, su invención fue denominada como Chocolat Déliceux à Manger (chocolate delicioso para comer), siendo considerada la primera barrita de chocolate de la historia. Fry fue el primer hijo de una dinastía chocolatera en Bristol, y fundador de la compañía J. S. Fry & Sons. Este primer intento solitario dio ideas a otros empresarios. Es a partir de este instante cuando el número de formas y texturas de chocolate comienza a crecer, ofreciendo a los consumidores una mayor variedad. Lo novedoso del invento era que el chocolate se podía comer, hasta entonces había sido bebido. Cabe destacar que desde el siglo XVII existían preparaciones de chocolate sólidas, aunque raras, se confeccionaban de forma muy laboriosa en ciertas ocasiones.
El químico holandés Casparus van Houten fue el primero en una serie de inventores que logró modernizar la producción del chocolate. Su logro precisamente se centró en la nueva forma de extraer el contenido graso de los granos del cacao mediante el empleo de una prensa hidráulica: a dicha grasa se le denomina manteca de cacao. El proceso permite separar y mezclar la manteca del cacao (hidrofófica, es decir inmiscible con el agua) con el azúcar (hidrófila) y poder emulsionar una masa homogénea de chocolate. En 1815 Van Houten abrió una factoría en Ámsterdam y al poco tiempo, harto de tener que hacer hervir el chocolate para separar lentamente las grasas del cacao decide investigar un proceso de baja temperatura que permita un mayor rendimiento. Años después su hijo Coenraad Johannes van Houten crea un proceso químico en el cacao que será el denominado proceso holandés, este proceso consiste en añadir substancias alcalinas con el objeto de eliminar o mitigar el sabor amargo del chocolate, al mismo tiempo que se hace más soluble. En 1828 finalmente patenta un método de separar la manteca del cacao mediante prensas secas. El descubrimiento de van Houten hijo se produjo en un momento de declive del consumo del chocolate bebido frente a la aparición de otras bebidas refrescantes, así como del novedoso café. En el año 1838 la patente de la prensa hidráulica inventada por Casparus van Houten expira y permite a otros industriales la elaboración de chocolate sólido a gran escala.

### Inicio de la ciencia del chocolate
En 1841 se aísla en laboratorio uno de los componentes del cacao: la teobromina que se trata de un alcaloide existente en los granos del cacao. El autor del descubrimiento fue el químico ruso Alexander Woskresensky que definió su fórmula como: C9 H5 N3 O2 (investigaciones posteriores mostraron una composición diferente como: C7 H8 N4 O2). La teobromina se sintetizó a partir de la xantina en 1882 por Hermann Emil Fischer. Se descubre igualmente en otras frutas como es el caso de la nuez cola (Cola acuminata). La teobromina es empleada por primera vez dentro de la farmacopea en 1916, aconsejado por la The American Journal of Clinical Nutrition. Otras investigaciones posteriores mostraron ciertas similitudes entre las moléculas de la cafeína y de la teobromina, siendo esta última un metabolito de la cafeína generada posiblemente durante la fase de fermentación de los granos de cacao. Ambos alcaloides pertenecen a la familia de las metilxantinas. Otro de los compuestos químicos existentes en el cacao es la feniletilamina (abreviado en la literatura química como PEA), su descubrimiento en el cacao fue posterior ya que se aisló en 1982. Otros compuestos químicos y nutricionales, como el magnesio, que contiene el cacao como son las anandamidas (aislado del cacao por la neurocientífica Daniele Piomelli en 1996), triptófanos, antioxidantes diversos fueron descubiertos por la química analítica desarrollada durante el siglo XX. La levadura que produce la fermentación ha sido investigada y se ha intentado detectarla desde que Preyer en 1913 la describiera como de la especie Saccharomyces theobroma, posteriormente fue reclasificada por Knapp (1937) como Torulopsis theobroma, pero no identificada por otros autores posteriores. La especie detectada por Martelli en la cáscara del cacao fue reclasificada posteriormente como la Saccharomyces carlsbergensis.
Uno de los descubrimientos más importantes en la ciencia del chocolate llegó de la mano de químicos de la Procter & Gamble cuando se estudió en detalle las fases cristalinas de la manteca de cacao y sus transiciones. Descubriendo en 1966 seis fases cristalinas en un estrecho rango de veinte grados centígrados (17.oC hasta los 36.oC). Este complejo fenómeno se vio que era genérico a los demás triglicéridos. La comprensión de la naturaleza polimórfica de la manteca de cacao, favoreció la repostería creativa de finales del siglo XX, fenómenos como el temperado del chocolate se comprendieron mejor, logrando un mayor control de algunos procesos industriales y nuevas presentaciones y productos basados en el chocolate.

### La aparición de una nueva repostería

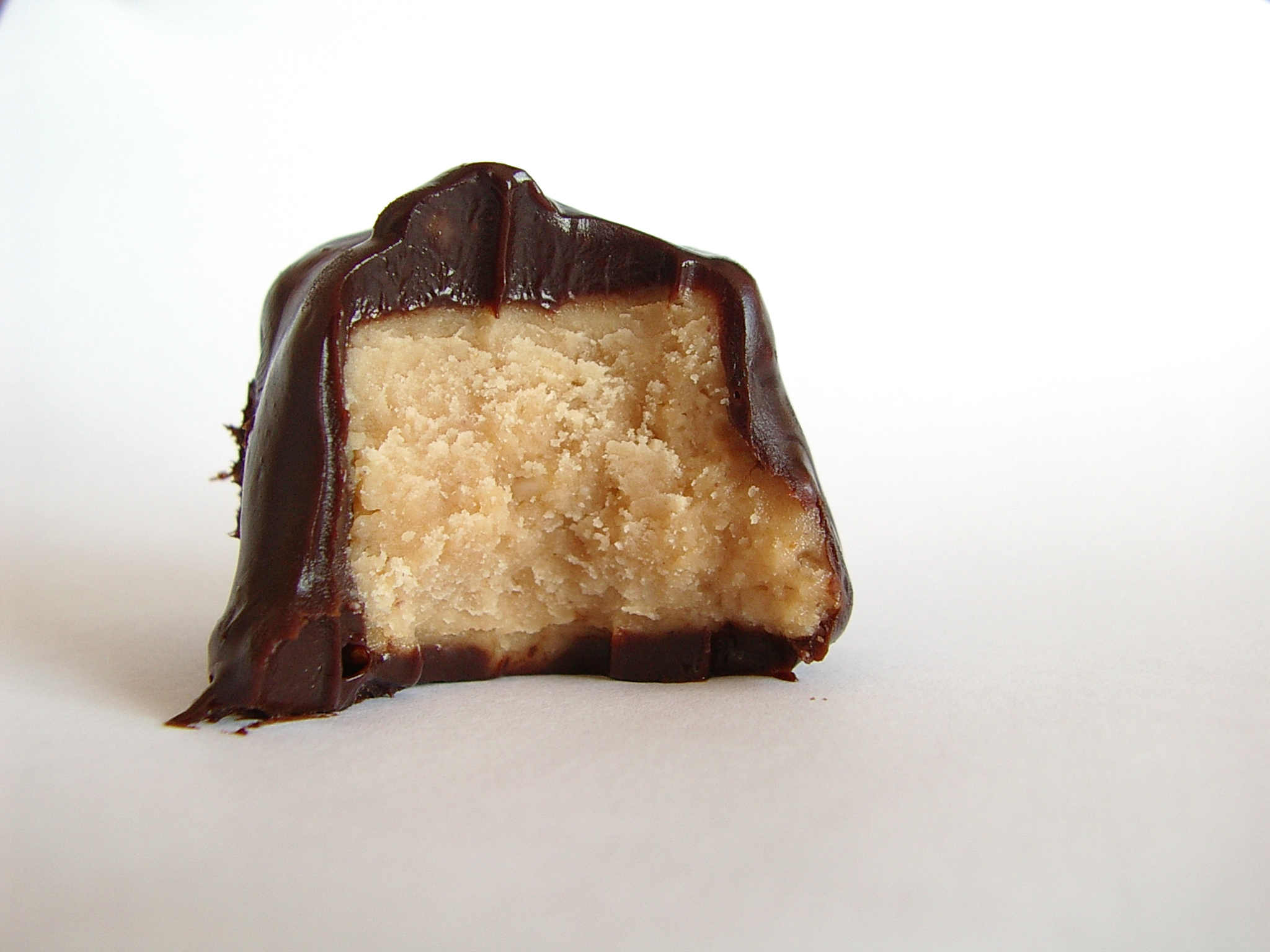
Nace una nueva forma de repostería donde el 'chocolate sólido' cobra un nuevo protagonismo en las factorías chocolateras de Europa.

Las mejoras técnicas en la incipiente industria chocolatera, permiten una nueva forma de servir el chocolate. A partir de este instante ya es posible comer, lo que antes sólo era bebido. Esto afecta a las técnicas reposteras clásicas, y pronto surgen nuevas preparaciones e inventos de repostería en los obradores de las pastelerías. Surgen los bombones y los chocolates rellenos. El chocolate que antes estaba reservado a la aristocracia y a las clases elevadas comienza a popularizarse debido al progresivo abaratamiento y accesibilidad. La cantidad de cacao se ve incrementada en los mercados europeos con la incorporación de nuevas plantaciones de África. Además del crecimiento en la producción de chocolate, en concreto del proceso molido del cacao, que antes se hacía a mano (mediante el empleo de metates) o mediante molinos de tracción animal, o hidráulica. Ahora con la incorporación gradual de la máquina de vapor incrementa el peso en toneladas inyectado como oferta en el mercado. Las pastelerías del mundo empiezan a ofrecer nuevos productos fundamentados en el chocolate sólido. En Italia nace la gianduja en 1806 que es una preparación de chocolate contiene sobre un 30 % de pasta de avellana. Toma su nombre de Gianduja, un personaje de marioneta y carnaval que representa al piamontés arquetípico, región italiana en la que los dulces de avellana son comunes.
En el año 1832 el aprendiz de cocina austriaco Franz Sacher, a los dieciséis años de edad trabajando como repostero para el príncipe Klemens Wenzel von Metternich crea la Sachertorte. una especie de bizcocho recubierto de chocolate que tuvo una inmensa popularidad en los cafés vieneses de la época. El Hotel Sacher reclamó contra Franz Sacher el honor del invento de la tarta de chocolate, y tras siete años de litigio la corte vienesa dictaminó a favor del Hotel. La popularidad del chocolate en las tartas se propagó a lo largo de toda Europa a mediados del siglo XIX. La introducción del chocolate en las tartas llegó a Estados Unidos en la década de 1880, siendo Chicago la primera referencia sobre su uso repostero. El chocolatero suizo Daniel Peter que en Ginebra en el año 1875 es el primero en elaborar una barra de chocolate con leche. La técnica de Daniel deja el producto final con una textura estable, resolviendo con su invento el problema que aparece con la humedad de la leche que lo deteriora debido a la interacción cacao-azúcar, por regla general una humedad superior al 2 % es considerada inaceptable. Gracias a la aportación novedosa de Henri Nestlé (inventor de la leche condensada) el proceso requiere ahora menos energía, debido a que la leche condensada requiere menos energía que la leche en polvo.
No obstante el chocolate con leche poseía en aquellos iniciales instantes propiedades muy precarias para su almacenamiento y conservación, debía ser consumido siempre fresco. La situación no mejoró hasta comienzos del siglo XX. En EE. UU., el repostero Milton Snavely Hershey abre una tienda en Filadelfia en 1873, durante su visita de la Exposición Mundial Colombina de Chicago de 1893 compra una maquinaria especial para hacer chocolate con la previsión de que el mercado del chocolate será importante en el siglo XX. La compañía recién creada se denomina Hershey's y se convierte en una de las mayores factorías de chocolate del mundo en aquella época. Tras la introducción de modificaciones y mejoras en la maquinaria introduce en 1900 su famosa Hershey bar, una mezcla de caramelo-chocolate elaborando en 1907 los populares Hershey Kisses. La industrialización de la factoría hace que se denomine pueblo del chocolate (Hershey, Pensilvania). Otras preparaciones de cacao modernas como la Schwarzwälder Kirschtorte se menciona por primera vez en 1934.
En 1830 el chocolatero Charles-Amédée Kohler es el primero en elaborar un chocolate sólido con avellana, posteriormente esta invención fue continuada por otros reposteros como Jean Tobler en 1868, Rudolph Lindt en 1878, etc. En 1857 el chocolatero belga Jean Neuhaus se establece en Bruselas y allí abre su tienda en la Galerie de la Reine. Allí junto con su hijo Fréderic Neuhaus (1846 - 1912) en 1895 inauguran una factoría denominada Neuhaus-Perrin. En 1912 Neuhaus inventa el praliné, haciendo que la factoría belga de chocolate se hiciera mundialmente conocida (con pralines famosos denominados tentation y caprice). La mujer de Neuhaus, Louise Agostini, en 1915 con el objeto de poder apilar los pralinés, evitando su trituración por aplastamiento, inventa un "expositor" especial denominado ballotin. Se trataba de una caja de cartón, un recipiente inusual para el chocolate que posteriormente se convirtió en la popular caja de bombones. El chocolate fue un negocio muy próspero en Europa en este periodo, en especial en Bélgica que experimenta una fuerte expansión a finales del siglo XIX. En 1950 pasa de cincuenta factorías de chocolate a ciento cincuenta en 1913. Durante este periodo el confitero vienés Paul Fürst, en la ciudad de Salzburgo en el año 1884 abre una tienda en el número 13 de Brodgasse. El Mozartbonbon aparece por primera vez en 1890. Posteriormente, cuando se produce en grandes cantidades, se denomina Mozartkugeln.

### El periodo de Industrialización

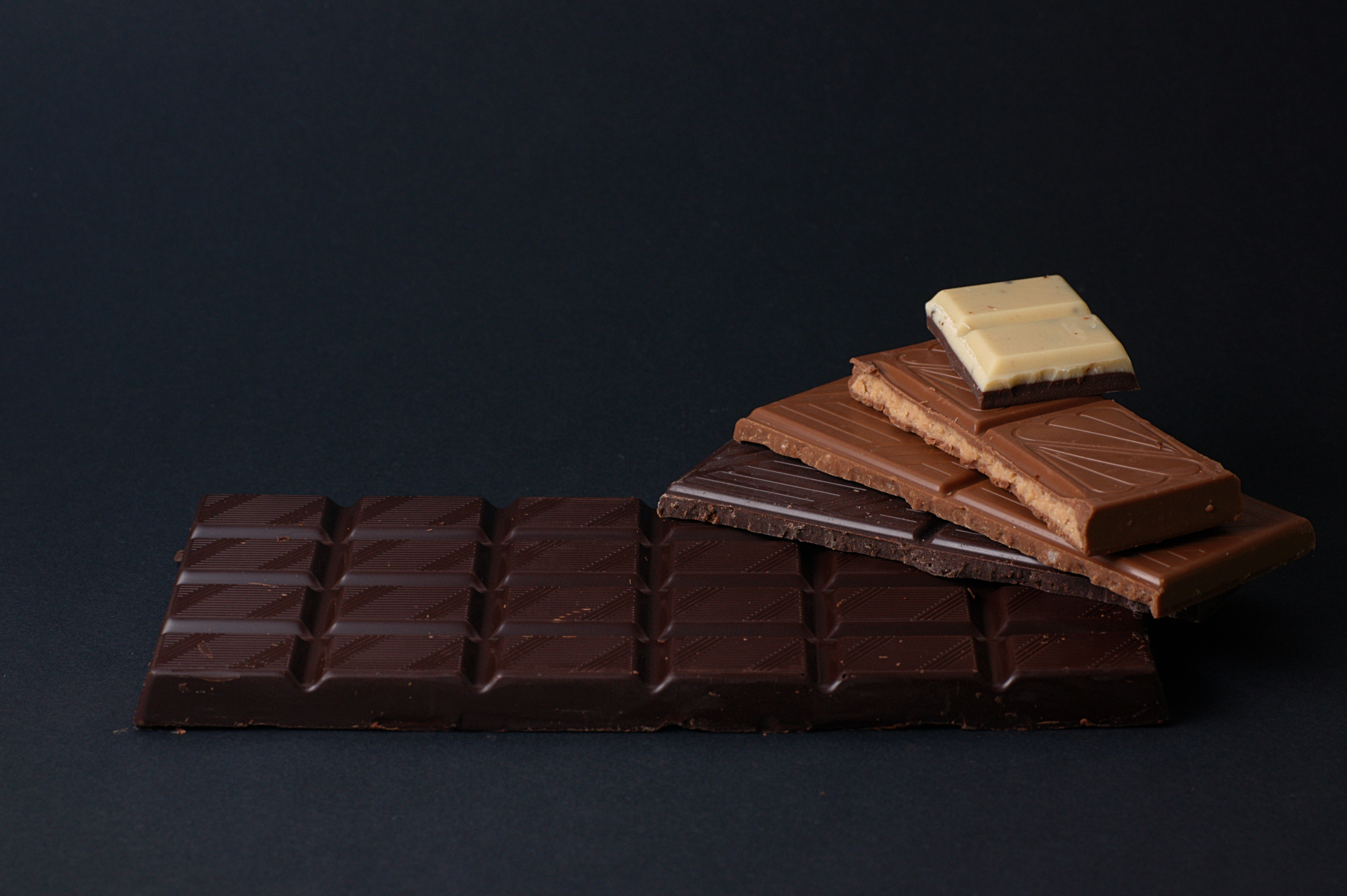
Una de las ventajas técnicas del, fue el control perfecto del producto final.

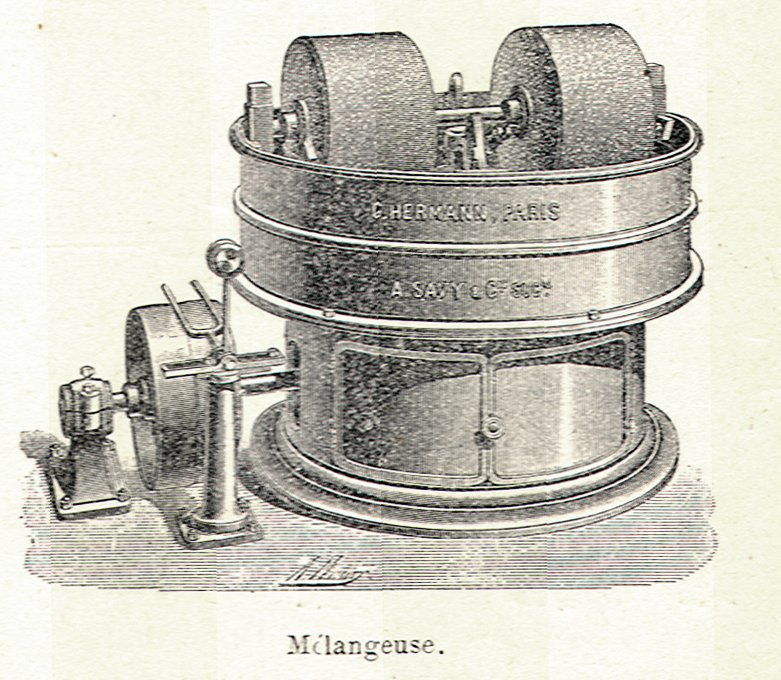
Un Melangeur para el molido y homogeneización del chocolate (Lehman melangeur).

Una vez que en el año 1838 la patente de van Houten expira, el número de empresas productoras de chocolate crece en Europa. Las sucesivas invenciones que se iban aportando desde comienzos del siglo XX a la producción del chocolate hicieron que su producción fuese creciendo, al mismo tiempo que abaratando su precio. Cada invención proporcionaba un aumento en la producción que beneficiaba a la empresa con una mayor venta de productos, esta situación espoleaba competitivamente a otras empresas en busca de nuevas mejoras. De esta forma, la industria del chocolate sufrió una mejora espectacular en el periodo de mediados del siglo XIX. En 1819 el ingeniero francés François Pelletier inventa una máquina capaz de moler el cacao hasta convertirlo en una especie de pasta (la "masa de cacao"). Fue definitivo el empleo de la máquina de vapor en las labores de molido del cacao, permitía sacar al mercado una mayor cantidad de chocolate que en periodos anteriores, donde esta labor se hacía por medios animales. En 1850 el ingeniero francés François-Jules Devinck perfecciona las máquinas de molido y mezclado con azúcar.
Las investigaciones sobre el chocolate mostraban que las partículas de chocolate desprovistas de la manteca del cacao, para ofrecer unas propiedades organolépticas adecuadas, deberían estar necesariamente por debajo de los 30 µ de diámetro. Las máquinas de molienda de Fry y Peter no son capaces de llegar a este requerimiento y su producto final no ofrece la calidad en textura esperada. El chocolate elaborado por los rodillos de estas nuevas máquinas de molido, no sólo es más basto (granuloso) sino que presenta un sabor más amargo debido a la presencia de compuestos ácidos que potencian este sabor. El molido mecánico precisaba de mejoras sustanciales para ofrecer un producto final de calidad y textura fina en el paladar. En 1880 el ingeniero suizo Rodolphe Lindt crea una máquina capaz de triturar finamente el cacao por debajo de los 30 micrones, este invento revolucionó la industria del chocolate. A este molido especial se le denominó concheado, debido en parte a la estructura monolítica del chocolate (similar al de una concha) obtenido tras este nuevo proceso de molido. Lindt observó que el movimiento alterno de unos rodillos de granito durante largos periodos de tiempo producía un chocolate con un sabor más agradable y de textura más suave (denominado fondant). En la ciudad de Turín el chocolatero italiano Pierre Paul Caffarel en 1826 se hace con unas máquinas inventadas por Bozelli de Génova llegando a producir chocolate a un ritmo 300 kilos por día. La empresa, radicada en Luserna San Giovanni se denomina Caffarel.
El invento de Lindt permitió la elaboración, a partir de 1880, de las famosas tabletas de chocolate. El proceso de concheado permitía una homogeneización de las materias grasas con el cacao, favoreciendo la volatilización de los compuestos ácidos que proporcionan un desagradable sabor al ser deficientemente molido. El conchado es el último proceso en la elaboración del chocolate y la última oportunidad para el chocolatero de proporcionar los sabores que desea, además de la viscosidad deseada. Es uno de sus procesos con más detalle investigado en la industria del chocolate, debido a la compleja serie de reacciones químicas. El conchado del chocolate era un proceso industrial de larga duración (tres días para el chocolate negro y uno para el chocolate con leche). La industria chocolatera del siglo XX poco a poco ha ido mejorando el proceso acortando los tiempos de conchado. El molido del cacao y su homogeneización, en estas épocas industriales, se venía haciendo con un sistema de rodillos de granito denominado Melangeur, este dispositivo permitía hacer el conchado del chocolate. Consistía en un conjunto de cuatro rodillos que podía pesar entre 1000-10 000 kilos y que gira a unos cuarenta rpm durante unas noventa horas. El invento tecnológico del conchado, creado en Suiza, hace que por algunas décadas la producción de chocolate procedente de este país tome ventaja sobre las demás, proporcionando la fama que posteriormente adquiriría.
En 1848 en Francia el industrial Victor-Auguste Poulain comienza la producción en masa de chocolate bajo la denominación: Chocolat Poulain. En Suiza, el precursor fue François Louis Cailler (1796 - 1852) que aprendió el oficio de chocolatero en Turín, posteriormente la tradición del chocolate suizo será iniciada por Philippe Suchard (1797 - 1874) que en el año 1825 inaugura una chocolatería en Neuchâtel a la edad de doce años. Suchard comienza inventando el mélangeur y aplicándolo a su propia industria. de pequeñas industrias que finalmente se fusionan en el grupo Nestlé a finales del siglo XIX. En Bélgica la compañía Côte d'Or es fundada en 1883 por el belga Charles Neuhaus, su logotipo ya emplea desde los inicios un elefante indicando con ello el origen africano de su materia prima. La producción industrial va creciendo década tras década a lo largo del siglo XIX, llegando a una producción anual de dos millones de toneladas métricas de cacao procesadas en los molinos de la industria chocolatera mundial en 1988. En Estados Unidos el empresario Domenico Ghirardelli en 1849 crea en California la Ghirardelli Chocolate Company, siendo una de las mayores chocolateras de Estados Unidos. Poco a poco la industria chocolatera mundial cobra importancia, siendo una industria con demanda fuerte de empleo. La mayoría de ellos iba destinada a las labores de empaquetamiento.

### Una nueva forma de publicidad
De un alimento caro y exclusivo se va evolucionando, a mediados y finales del siglo XIX, a un alimento popular al alcance económico de muchos consumidores. La causa de esta popularización del chocolate se encuentra en las ventajas técnicas y en el aumento de producción del cacao, que poco a poco se va extendiendo. Es en esta época en la que aparece una nueva forma de marketing en el que se anuncia el chocolate y sus productos en pósteres llamativos. Se induce en la población el consumo mediante campañas publicitarias. En esta nueva forma de publicidad se evoca a los potenciales consumidores sensaciones (aventura, confort, sensualidad) mediante el arte de los pósteres publicitarios. Se emplean artistas de la época en la elaboración de imágenes impactantes como el francés Firmin Bouisset, el checo Alfons Mucha, el holandés Van Caspel. Los pósteres franceses contienen colores amarillo, rojo y azul. El personaje más habitual suelen ser niños, tomando tazas de chocolate caliente o comiendo barras de chocolate. Suelen aparecer mujeres adultas que suelen hacer el rol de madres sirviendo chocolate, o de elegancia vestidas con trajes elegantes. La aparición de animales como camellos, elefantes, indica exotismo y aventura. En otras ocasiones animales domésticos como gatos, perros ingiriendo o robando a los niños restos de chocolate. La publicidad del chocolate suizo se caracteriza por pósteres de colores vívidos, por regla general emplean escenarios románticos, o ambientes elegantes. Los niños, por regla general chicas, suelen aparecer en los pósteres suizos.
Tras la época de los pósteres, vino la de los coleccionables. El chocolate se vendía siempre con una especie de tarjeta llamativa que hacía de juego de cartas coleccionables, cromos y otras disposiciones. Este tipo de estrategias mantenía fidelizado a los clientes a una de las múltiples marcas existentes en cada país. En Estados Unidos la compañía Walter Baker & Co publicita su chocolate en los periódicos locales. Algunas marcas pronto empezaron a publicitarse mediante el uso del reciente cinematógrafo y aparecen los primeros anuncios cinematográficos. De la misma forma se irá haciendo posteriormente con la aparición de radio.

### Las primeras adulteraciones

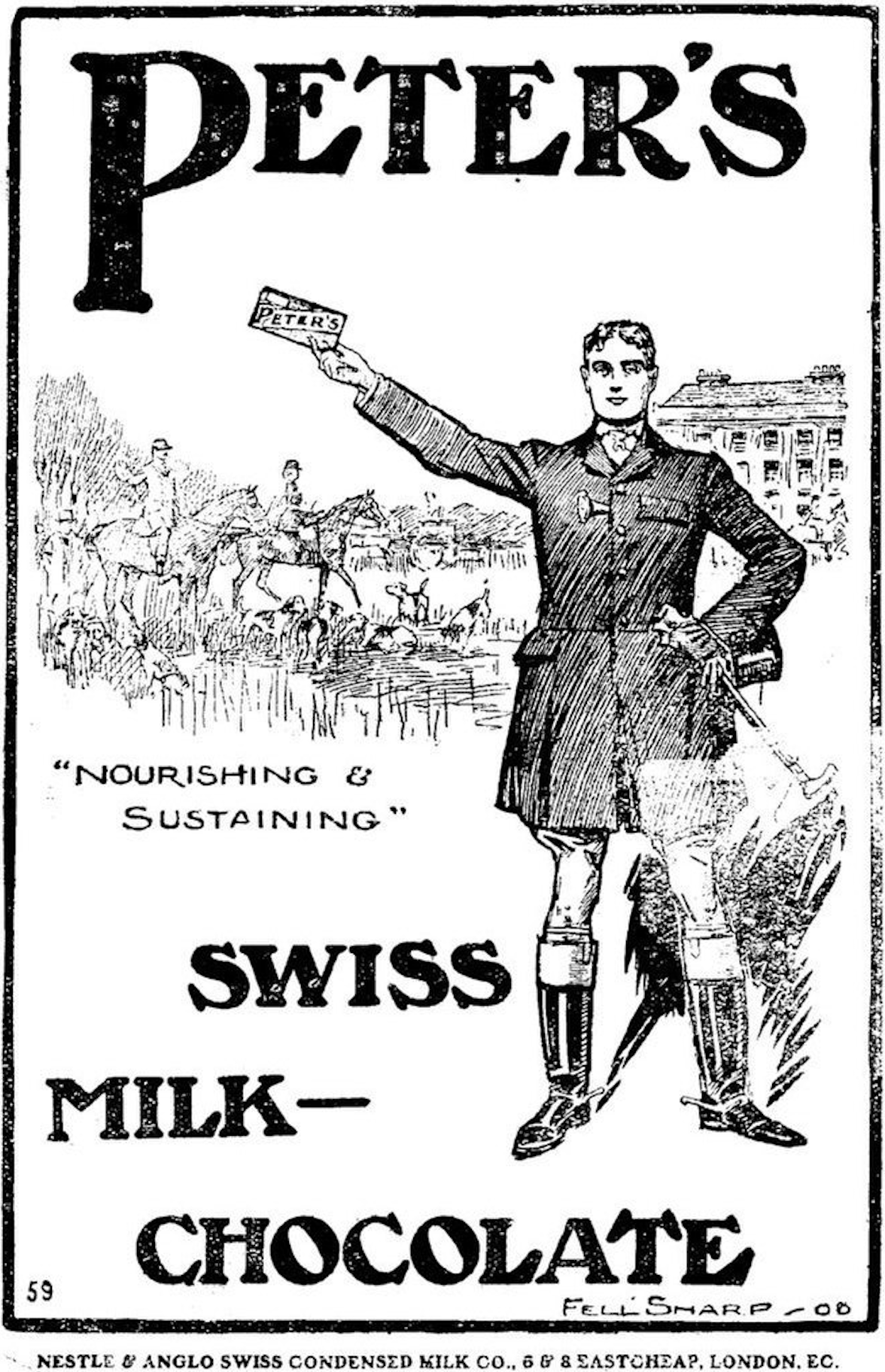
Anuncio de chocolate con leche de 1909

La adulteración del chocolate comienza a ser una de las mayores preocupaciones desde el instante en que el chocolate se hace popular en Europa. En la actualidad es un alimento que posee normas estrictas, por parte de las autoridades sanitarias, que describen su composición. Ya en el siglo XVI se adulteraban los granos de cacao (Theobroma cacao) en origen, con otras especies similares. Otros medios de adulteración aparecián cuando se mezclaba el cacao con otros ingredientes, como podría ser: miga de pan, yeso, arena oscura, etc. Este afán por adulterar se hizo más evidente cuando se conoció a comienzos del siglo XIX la composición del chocolate (Descontando el azúcar: la mitad del peso debe ser de manteca de cacao, y el resto de cacao). Las adulteraciones se centraban en la disminución, bien de la manteca (substituyendo por otra grasas sucedáneo de manteca de cacao), bien de la masa de cacao. Las normas alimentarias inmediatamente dieron una definición científica del "chocolate", inspiradas por las investigaciones de Arthur Hill Hassal, naciendo de esta forma los sucedáneos. Hassal es uno de los primeros científicos que investiga la composición del chocolate con el objeto de definir mejor su composición de cara a detectar posibles adulteraciones.
A finales del siglo XIX la revista médica británica The Lancet revisa cincuenta marcas de chocolate inglesas, y denuncia las adulteraciones que existen en la presentación final del chocolate. Cuando en 1875 Daniel Peter con la ayuda proporcionada por Henri Nestlé logran añadir leche condensada a la elaboración del chocolate, disminuyendo la cantidad de cacao empleado en la elaboración del chocolate, otros industriales vieron la oportunidad de adulterar el producto reduciendo la cantidad de cacao, el ingrediente más caro de su elaboración. La situación se complicó con la aparición de nuevas formas de chocolate, como el chocolate blanco, el chocolate con leche, las cremas de cacao, el cacao en polvo soluble, etc.

## SigloXX

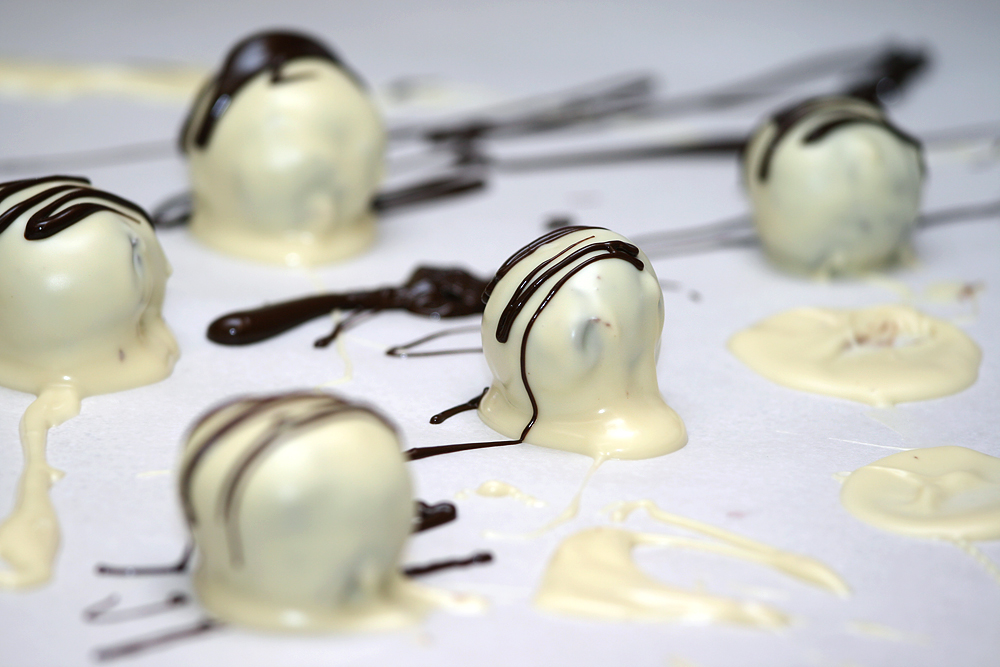
El chocolate blanco hace su aparición en 1930, se trata de una variante relativamente moderna.

Nacen nuevos productos como lo es el helado de chocolate, inventado por Christian Nelson en 1921 en la ciudad de Onawa, Iowa. La motivación de su invento era la de ofrecer a los clientes un helado novedoso. El problema era el de mezclar la crema helada con la masa del helado, debido a sus desiguales puntos de fusión. Al final logra elaborar el producto recubriéndolo de una capa de chocolate y lo denomina Temptation I-Scream Bar. En enero de 1922 recibe la patente con la denominación de Eskimo Pie. El producto se hace muy popular y pronto se distribuye con diversas marcas por todo el mundo. El chocolate blanco no empezó a realizarse hasta 1930. Este tipo de chocolate se realiza con la manteca de cacao, leche y azúcar. Las propiedades antioxidantes, es decir conservantes, del chocolate se encuentran en el polvo de cacao. Por lo tanto el chocolate blanco es un producto más inestable, de mayor caducidad. Posee además requerimientos especiales de almacenamiento al necesitar envolturas opacas, debido a la sensibilidad e inestabilidad de las grasas de la leche presentes en el chocolate blanco a la luz.
A comienzos del siglo XX (en 1908) empezó a comercializarse en Suiza por la empresa Tobler & Cie una nueva barra de chocolate en forma de prisma denominada Tobler-O-rum, posteriormente se vino a denominar en el mercado como Toblerone haciendo una crasis ente Tobler (apellido del propietario de la chocolatera suiza: Theodor Tobler) y torrone (una especie de nougat italiano). Toblerone mostraba como innovación la mezcla de frutos secos (generalmente almendras y nueces) con chocolate.

### El chocolate de la Segunda Guerra Mundial
Durante la Segunda Guerra Mundial el gobierno de Estados Unidos decide incorporar las barras de chocolate como ración de combate, comisiona a Milton S. Hershey para crear unas barras de chocolate especiales: Chocolate de las Fuerzas Armadas de Estados Unidos. La primera ración de barra de chocolate de emergencia encargada por las Fuerzas Armadas de los Estados Unidos, fue la llamada Ration D Bar. El coronel Paul Logan se dirigió a Hershey's Chocolate en el mes de abril de 1937, y se reunió con William Murrie, presidente de la compañía, y Sam Hinkle, el químico en jefe. Milton Hershey estuvo extremadamente interesado en el proyecto cuando se le informó de la propuesta, y tras la reunión se inició la primera producción experimental de la Ration D Bar.
El coronel Logan expuso cuatro requerimientos para la Ration D Bar. Ésta debería:
1. pesar 4 onzas;
2. tener un alto valor energético;
3. ser capaz de soportar altas temperaturas;
4. saber "un poco mejor que papas hervidas".

Logan estaba convencido de que el chocolate era, por su sabor, un candidato a ser el alimento preferido de las tropas. El jefe de químicos, Hinkle, se vio obligado a desarrollar métodos de producción enteramente nuevos para producir las barras. El equipo de producción del chocolate había sido construido para mover una mezcla fluida de chocolate y harina en moldes prefabricados pero, sin embargo, la fórmula de chocolate resistente al calor era una pasta pegajosa que no fluiría a ninguna temperatura. Para poder producir las barras, cada porción de cuatro onzas tenía que ser amasada, pesada y presionada a mano dentro de un molde, de forma completamente artesanal. El resultado final era un bloque duro de chocolate color café oscuro que sólo se podía partir con algo de esfuerzo.
El paquete de tres barras de chocolate de cuatro onzas de peso se suministraría al soldado de combate para que pudiese aportarle las 1,800 calorías de sustento mínimo recomendado al día. Por otra parte, y además del sabor poco atractivo de la Ration D, se incluyó en su composición un supresor del apetito, para evitar que los soldados las engullesen.
El coronel Logan quedó complacido con el primer lote de muestras, y en junio de 1937, las Fuerzas Armadas de los Estados Unidos ordenaron un pedido de 90.000 "barras Logan", que fueron probadas en las bases militares de Filipinas, Panamá, en la frontera de Texas y en otras bases de los Estados Unidos. Algunas barras llegaron incluso a formar parte de los suministros de la tercera expedición Antártida del Almirante Byrd. Las pruebas dieron buenos resultados, por lo que las Fuerzas Armadas comenzaron a hacer pedidos irregulares de las barras. Cuando los Estados Unidos se involucraron en la Segunda Guerra Mundial tras el ataque a Pearl Harbor, se ordenó que las barras fueran enviadas en envases a prueba de armas químicas. Se hicieron otros numerosos cambios en el envasado de las barras, en función de la escasez de recursos y de las solicitudes del ejército entre 1941 y 1945.
En 1943, la División de Suministros de las Fuerzas Armadas comentó a Hershey la posibilidad de producir un estilo de chocolate con el sabor algo mejorado, pero que todavía aguantase el calor extremo. Tras un corto periodo de experimentación, la Hershey company comenzó a producir su nuevo producto, el Hershey's Tropical Bar. Ésta era más parecida a las barras de chocolate normales, tanto en forma como en sabor. Sin embargo, muchos soldados seguían notando que el chocolate era tosco y poco apetecible, si bien era perfecto como comida rápida en el campo de batalla, o como material para el trueque. Se estima que entre 1940 y 1945 se produjeron más de 3.000 millones de barras de estos dos tipos, y que se distribuyeron a los soldados en todo el mundo. En 1939, la planta de Hershey era capaz de producir unas 100.000 raciones de barras de chocolate al día, pero al final de la Segunda Guerra Mundial su capacidad de producción se había incrementado hasta el punto de producir 24 millones de barras a la semana. Por sus servicios en la guerra, la compañía recibió cinco condecoraciones del ejército tipo 'E' por la calidad y cantidad de su producción.

### Llegada de nuevos productos
La compañía norteamericana denominada Hebert Candies en 1955, introduce la Mars, Incorporated como la primera compañía que elabora chocolate blanco en Estados Unidos. Aparecen los sucedáneos del chocolate como el vegelate, estas preparaciones comienzan a regularse con la intención de evitar falsificaciones del chocolate. Preparaciones exóticas como las fuentes de chocolate inventada por Ben Brisman en los años veinte siendo posteriormente comercializada por la compañía canadiense Design & Realisation. El origen de los fideos de chocolate se remonta al menos hasta finales del siglo XVIII, cuando los confiteros franceses empezaron a emplearlos para decorar pièces montées postres. Los hagelslag holandeses fueron inventados en 1936 por Gerard de Vries para Venz, una compañía holandesa que los popularizó. Tras muchas investigación y desarrollo, de Vries y Venz crearon la primera máquina capaz de producir pequeños fideos de chocolate. Estos fueron bautizados hagelslag por su parecido con el prominente fenómeno meteorológico en los Países Bajos, el granizo. Si el contenido de cacao es inferior al 35% deben llamarse cacaofantasie en lugar de hagelslag.
De la misma forma aparecen las cremas de chocolate para ser untadas en rebanadas de pan, estas cremas están inspiradas técnica en la gianduja (se elaboran haciendo una pasta de la gianduja). Su comercialización se inicia en 1963 en Europa , y de esta forma se popularizan marcas como la italiana Nutella, la española Nocilla. El chocolate de cobertura (con porcentajes altos de manteca de cacao) se comienza a emplear en otros productos como biscuits, un ejemplo es el Rowntree's Chocolate Crisp, diseñado por Rowntree's en 1911. La puesta en el mercado del Rowntree's Chocolate Crisp en el formato actual en 1946 con la denominación Kit Kat Chocolate Crisp acaba abreviándose y popularizándose como Kit Kat. La misma situación ocurre con la aparición de bebidas fundamentadas en el sabor del cacao a mediados del siglo XX. Durante la carrera espacial de los años setenta el chocolate fue considerado como una opción aceptable de posible alimento espacial, ocupaba poco espacio y aportaba calorías a los astronautas. En Europa aparecen los M&M's están basados en los "Smarties" ingleses. Forrest Edward Mars vio a soldados durante la guerra civil española comer bolitas de chocolate cubiertas de azúcar que evitaba que se embarrara en los dedos. Después de que los estadounidenses Forrest Mars y R. Bruce Murriec compraran en 1939 los derechos, introdujeron el producto en el mercado estadounidense con otro nombre porque ya se vendía un dulce con el nombre de Smarties. Para dar un nombre a la marca utilizaron las iniciales de sus apellidos: M y M.

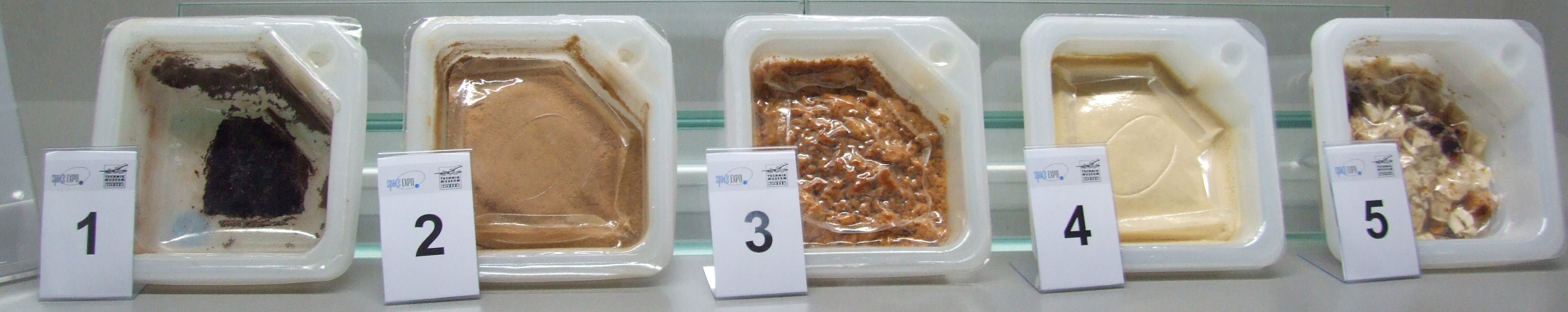
Lista de alimentos espaciales envasados en plástico al vacío, entre ellos se encuentra el chocolate instantáneo, en la imagen se puede ver: 1. té, 2. chocolate instantáneo, 3. huevos revueltos aliñados, 4. vainilla instantánea, 5. fideos con pollo ; Technik Museum Speyer.

La producción de cacao en el mundo está dominada por los países productores de África Occidental (principalmente Costa de Marfil y Ghana) logrando alcanzar casi un 70% de la producción mundial. Hasta la década de años treinta su poder se vio sólo amenazado por Brasil. Es en los años ochenta cuando los países como Malasia e Indonesia aparecen como productores. Europa aparece como uno de los mayores consumidores de chocolate, tanto en proporción como en razón per cápita. En el siglo XX se comienza a investigar su composición, desde el punto de vista nutricional y farmacológico. Se descubre el contenido de ciertos fitoquímicos. El empleo de niños en el cultivo de cacao hace que en 2001 se firme el Protocolo de Harkin-Engel. En 2005 surge en EE. UU. la panceta con chocolate.

## SigloXXI: El movimiento "Bean to Bar"
Surge una revolución en el mundo del chocolate, la corriente "bean to bar" aparece en Estados Unidos inicialmente de la mano de algunos pequeños artesanos que deciden comprar pequeños lotes de cacao en origen y procesarlos personalmente, prescindiendo de las coberturas de cacao industriales. 
El movimiento se extendió rápidamente por Estados Unidos y Europa de forma que en la actualidad se ha globalizado y es un pequeño oasis de calidad dentro del mundo del chocolate. 
Las características del movimiento "bean to bar" lo hicieron rápidamente popular y multitud de empresas se sumaron a él desvirtuándolo en parte. Esto hizo que se reformulase siendo más estricto con el control de todos los procesos.
En palabras de Maria Fernanda di Giacobbe, premio Basque Culinary Worldprize 2016 "Bean to Bar surge como una respuesta a la necesidad de recuperar los orígenes y los sabores reales del cacao, y regresar a estos procesos únicos en el que ningún producto es igual a otro y donde esta característica tiene un valor incalculable."
El concepto "cacao" no se remite ya a lo dulce sino a lo gastronómico. El cacao se trata como la uva, se habla de añadas, de notas de sabor, de terroirs, de variedades,... es un producto de primer nivel.
Lo esencial es que el artesano o maestro chocolatero busca en origen el mejor cacao fino de aroma, cultivado de forma sostenible, establece una relación comercial amigable y justa con el agricultor, controla personalmente todo el proceso de fabricación en pequeños lotes y da lugar a tabletas de chocolate con alto contenido en cacao y donde lo importante es mantener los sabores propios de este evitando añadidos y saborizantes.
En la segunda década del siglo XXI este chocolate de calidad que huye del proceso industrial a gran escala y del cacao cosechado de forma masiva, se produce en todos los continentes y potencia la economía regional, el trabajo digno y la preservación de los cacaos más cercanos a los criollos antiguos.
El auge de este tipo de chocolates ha sido también el responsable de la recuperación de variedades de cacao genéticamente muy puras que habían dejado de cultivarse por su escasa rentabilidad (aún por debajo del 10% de la producción mundial). En el Convenio Internacional del Cacao de 2010 en su Capítulo XI expresa la importancia del Cacao fino de aroma Archivado el 15 de mayo de 2018 en Wayback Machine..
Asociado a este pequeño mundo del "bean to bar" surgen también diversas entidades particulares que establecen concursos y premios internacionales como los International Chocolate Awards  y que van conformando los criterios de calidad en este sector del mercado.
Igualmente surgen Asociaciones para la defensa del conceptp "Bean to Bar" y la difusión del mismo entre el público que consume chocolate de calidad. Un ejemplo de ello es la Asociación para el Fomento del Chocolate Bean to Bar de Tueste Artesano en España.